# Schwimmweltmeisterschaften 2015
| Medaillenspiegel (Endstand nach 75 Entscheidungen) | Medaillenspiegel (Endstand nach 75 Entscheidungen) | Medaillenspiegel (Endstand nach 75 Entscheidungen) | Medaillenspiegel (Endstand nach 75 Entscheidungen) | Medaillenspiegel (Endstand nach 75 Entscheidungen) | Medaillenspiegel (Endstand nach 75 Entscheidungen) |
| Pl. | Land                                               | G                                                  | S                                                  | B                                                  | Gesamt                                             |
| --- | -------------------------------------------------- | -------------------------------------------------- | -------------------------------------------------- | -------------------------------------------------- | -------------------------------------------------- |
| 1 | China                                              | 15                                                 | 10                                                 | 10                                                 | 35                                                 |
| 2 | USA                                                | 13                                                 | 14                                                 | 6                                                  | 33                                                 |
| 3 | Russland                                           | 9                                                  | 4                                                  | 4                                                  | 17                                                 |
| 4 | Australien                                         | 7                                                  | 3                                                  | 8                                                  | 18                                                 |
| 5 | Großbritannien                                     | 7                                                  | 1                                                  | 6                                                  | 14                                                 |
| 6 | Frankreich                                         | 5                                                  | 1                                                  | 1                                                  | 7                                                  |
| 7 | Italien                                            | 3                                                  | 3                                                  | 8                                                  | 14                                                 |
| 8 | Ungarn                                             | 3                                                  | 3                                                  | 4                                                  | 10                                                 |
| 9 | Schweden                                           | 3                                                  | 2                                                  | 1                                                  | 6                                                  |
| 10 | Japan                                              | 3                                                  | 1                                                  | 4                                                  | 8                                                  |
| 11 | Südafrika                                          | 2                                                  | 3                                                  | –                                                  | 5                                                  |
| 12 | Deutschland                                        | 2                                                  | 1                                                  | 4                                                  | 7                                                  |
| 13 | Brasilien                                          | 1                                                  | 4                                                  | 2                                                  | 7                                                  |
| 14 | Nordkorea                                          | 1                                                  | –                                                  | 1                                                  | 2                                                  |
| 15 | Serbien                                            | 1                                                  | –                                                  | –                                                  | 1                                                  |
| 16 | Niederlande                                        | –                                                  | 8                                                  | –                                                  | 8                                                  |
| 17 | Kanada                                             | –                                                  | 4                                                  | 4                                                  | 8                                                  |
| 18 | Dänemark                                           | –                                                  | 2                                                  | 2                                                  | 4                                                  |
| 19 | Ukraine                                            | –                                                  | 2                                                  | 1                                                  | 3                                                  |
| 20 | Mexiko                                             | –                                                  | 2                                                  | –                                                  | 2                                                  |
| 20 | Neuseeland                                         | –                                                  | 2                                                  | –                                                  | 2                                                  |
| 22 | Griechenland                                       | –                                                  | 1                                                  | 2                                                  | 3                                                  |
| 22 | Polen                                              | –                                                  | 1                                                  | 2                                                  | 3                                                  |
| 22 | Spanien                                            | –                                                  | 1                                                  | 2                                                  | 3                                                  |
| 25 | Jamaika                                            | –                                                  | 1                                                  | 1                                                  | 2                                                  |
| 26 | Kroatien                                           | –                                                  | 1                                                  | –                                                  | 1                                                  |
| 26 | Litauen                                            | –                                                  | 1                                                  | –                                                  | 1                                                  |
| 28 | Argentinien                                        | –                                                  | –                                                  | 1                                                  | 1                                                  |
| 28 | Malaysia                                           | –                                                  | –                                                  | 1                                                  | 1                                                  |
| 28 | Singapur                                           | –                                                  | –                                                  | 1                                                  | 1                                                  |
| 28 | Belarus                                            | –                                                  | –                                                  | 1                                                  | 1                                                  |
| Gesamt | Gesamt                                             | 75                                                 | 76 1                                               | 77 1                                               | 228                                                |
| 1 - 2 × Silber 5 km Freiwasser Mixed - 2 × Bronze 50 m Schmetterling Männer - 3 × Bronze 200 m Brust Frauen |                                                    |                                                    |                                                    |                                                    |                                                    |
| Verteilung bei Zeitgleichheit: * 3 × 1. Platz = 3 × Gold, 0 × Silber, 0 × Bronze * 2 × 1. Platz = 2 × Gold, 0 × Silber, 1 × Bronze * 2 × 2. Platz = 1 × Gold, 2 × Silber, 0 × Bronze * 2 × 3. Platz = 1 × Gold, 1 × Silber, 2 × Bronze |                                                    |                                                    |                                                    |                                                    |                                                    |

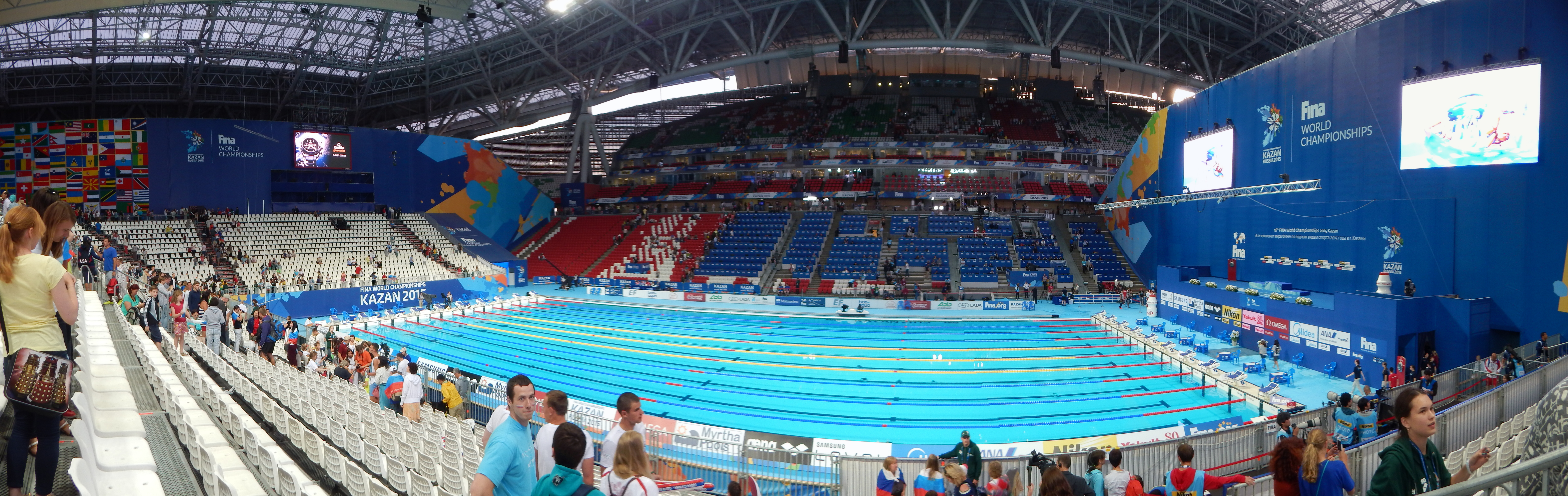
Kasan-Arena – Austragungsort der Beckenschwimmwettbewerbe

Die 16. Schwimmweltmeisterschaften fanden vom 24. Juli bis zum 9. August 2015 in der russischen Stadt Kasan statt.
Der Schwimmweltverband (FINA) vergab die Veranstaltung am 15. Juli 2011 auf seinem Kongress am Rande der Schwimmweltmeisterschaften 2011 in Shanghai. Die Bewerbung Kasans setzte sich in der entscheidenden Abstimmung gegen die Kandidaturen aus Guadalajara (Mexiko) und Hongkong (China) durch. Die Bewerbungen aus Guangzhou (China) und Montreal (Kanada) wurden unmittelbar vor der Abstimmung zurückgezogen. Russland war damit zum ersten Mal Gastgeber der WM.

## Austragungsorte

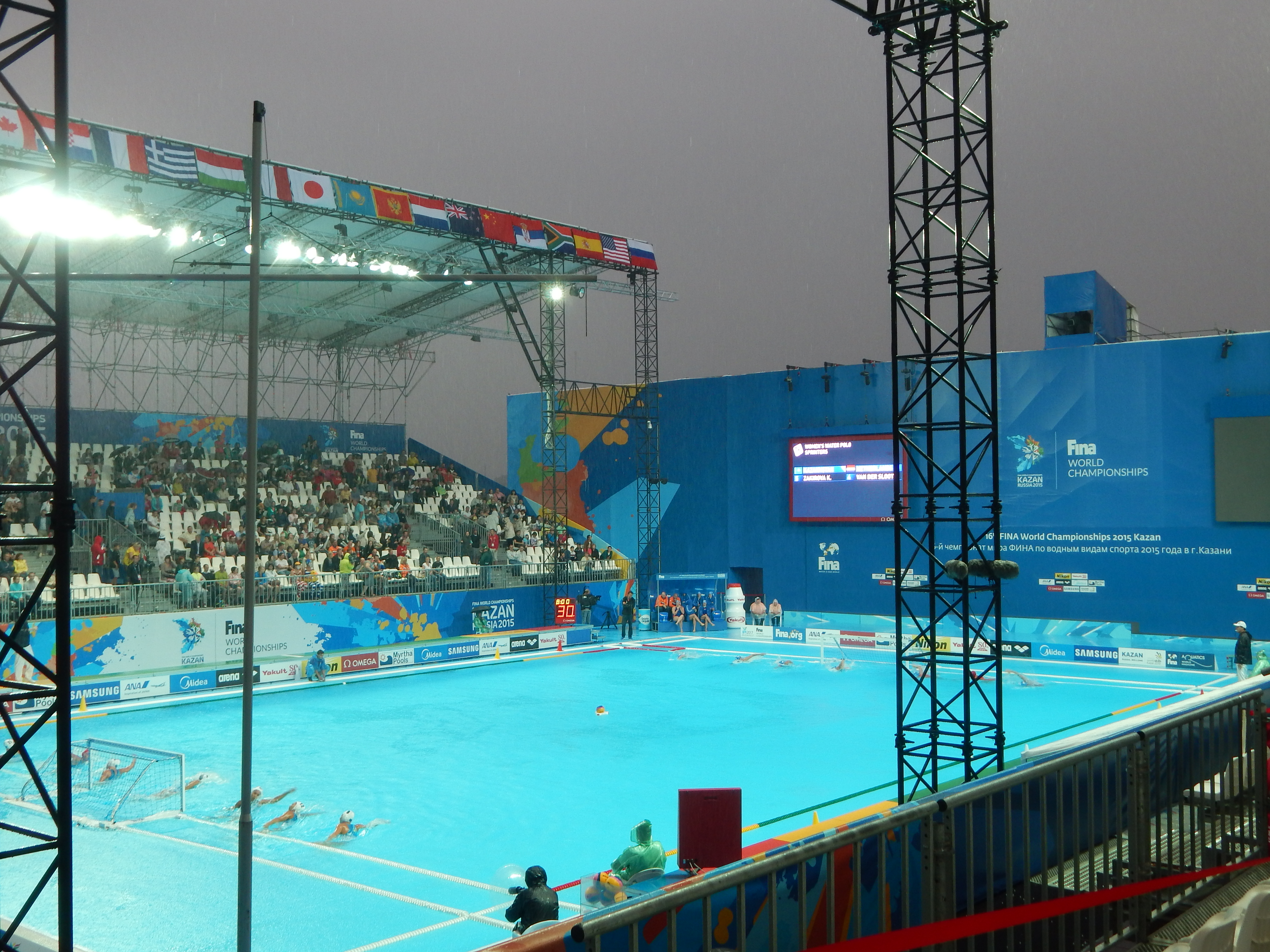
Water Polo Arena – Austragungsort der Wasserball-Spiele

Die Wettkämpfe dieser Weltmeisterschaften fanden an vier Orten in Kasan statt, in einigen davon wurde 2013 die Sommer-Universiade durchgeführt, welche ebenfalls in Kasan stattfand.
- Kasan-Arena (Kapazität: 11.000)
- Aquatics Palace (Kapazität: 3.600)
- Water-Polo-Arena (Kapazität: unbekannt)
- Kasanka-Flussufer (Kapazität: 3.000)

Die Wettbewerbe im Bahnen- und Synchronschwimmen fanden zum ersten Mal bei Weltmeisterschaften in einem Fußballstadion statt, in der Kasan-Arena, das Freiwasserschwimmen sowie die Disziplin Klippensprung fanden am Ufer der Kasanka statt, die in Kasan in die Wolga mündet. Die Wasserspringer trugen ihre Wettbewerbe im Aquatics Palace aus und die Wasserballmannschaften spielten in der temporär errichteten Water-Polo-Arena.

## Teilnehmer
An den Weltmeisterschaften in Kasan nahmen 2651 Athleten aus 190 Nationen teil. Von diesen 2651 Athleten fielen 340 auf das Synchronschwimmen, 269 auf die Wettbewerbe im Wassersprung, 191 auf die Freiwasserschwimmer, 416 auf die Wasserballspieler (32 Teams mit je 13 Spielern) und 1435 auf die Beckenschwimmwettbewerbe. Jüngste Teilnehmerin dieser Weltmeisterschaften war die erst zehnjährige Alzain Tareq aus Bahrain. Sie startete im Beckenschwimmen in den Disziplinen 50 Meter Freistil und 50 Meter Schmetterling.
| - Ägypten - Albanien - Algerien - Amerikanisch-Samoa - Amerikanische Jungferninseln - Andorra - Angola - Antigua und Barbuda - Argentinien - Armenien - Aruba - Aserbaidschan - Äthiopien - Australien - Bahamas - Bahrain - Bangladesch - Barbados - Belgien - Benin - Bermuda - Bolivien - Bosnien und Herzegowina - Botswana - Brasilien - Britische Jungferninseln - Brunei - Bulgarien - Burkina Faso - Burundi - Cayman Islands - Chile - Volksrepublik China - Taiwan - Cookinseln - Costa Rica - Curaçao - Dänemark - Deutschland - Dominikanische Republik - Dschibuti - Ecuador - Elfenbeinküste - El Salvador - Estland - Färöer - Fidschi - Finnland - Frankreich - Gabun - Gambia - Georgien - Ghana - Grenada - Griechenland - Guam - Guatemala - Guinea - Guyana - Haiti - Honduras - Hongkong - Indien - Indonesien | - Irak - Iran - Irland - Island - Israel - Italien - Jamaika - Japan - Jemen - Jordanien - Kambodscha - Kamerun - Kanada - Kasachstan - Katar - Kenia - Kirgisistan - Kolumbien - Komoren - Republik Kongo - Kosovo - Kroatien - Kuba - Kuwait - Laos - Lesotho - Lettland - Libanon - Libyen - Liechtenstein - Litauen - Luxemburg - Macau - Madagaskar - Malawi - Malaysia - Malediven - Mali - Malta - Marokko - Marshallinseln - Mauritius - Mazedonien - Mexiko - Föderierte Staaten von Mikronesien - Moldau - Monaco - Mongolei - Montenegro - Mosambik - Myanmar - Namibia - Nepal - Neuseeland - Nicaragua - Niederlande - Niger - Nigeria - Nördliche Marianen - Nordkorea - Norwegen - Oman - Österreich - Osttimor | - Pakistan - Palästina - Palau - Panama - Papua-Neuguinea - Paraguay - Peru - Philippinen - Polen - Portugal - Puerto Rico - Ruanda - Rumänien - Russland - Sambia - Samoa - San Marino - Schweden - Schweiz - Senegal - Serbien - Seychellen - Sierra Leone - Simbabwe - Singapur - Slowakei - Slowenien - Spanien - Sri Lanka - St. Lucia - St. Kitts und Nevis - St. Vincent und die Grenadinen - Südafrika - Südkorea - Sudan - Suriname - Swasiland - Syrien - Tadschikistan - Tansania - Thailand - Togo - Tonga - Trinidad und Tobago - Tschechien - Tunesien - Türkei - Turkmenistan - Turks- und Caicosinseln - Uganda - Ukraine - Ungarn - Uruguay - Usbekistan - Venezuela - Vereinigte Arabische Emirate - Vereinigtes Königreich - Vereinigte Staaten - Vietnam - Belarus - Zentralafrikanische Republik - Zypern |

## Zeitplan und Sportarten
Es wurden insgesamt 75 Wettbewerbe ausgetragen, sieben mehr als bei den Weltmeisterschaften 2013. Erst zum zweiten Mal im Programm war die Disziplin des Klippensprungs.
Legende zum nachfolgend dargestellten Wettkampfprogramm:
|  | Eröffnungs- und Abschluss-Zeremonie |  | Qualifikationswettkämpfe | 2 | Finalentscheidungen |

Letzte Spalte: Gesamtanzahl der Entscheidungen in den einzelnen Sportarten
| Zeitplan der Schwimmweltmeisterschaften 2015 (mit Anzahl der Entscheidungen) | Zeitplan der Schwimmweltmeisterschaften 2015 (mit Anzahl der Entscheidungen) | Zeitplan der Schwimmweltmeisterschaften 2015 (mit Anzahl der Entscheidungen) | Zeitplan der Schwimmweltmeisterschaften 2015 (mit Anzahl der Entscheidungen) | Zeitplan der Schwimmweltmeisterschaften 2015 (mit Anzahl der Entscheidungen) | Zeitplan der Schwimmweltmeisterschaften 2015 (mit Anzahl der Entscheidungen) | Zeitplan der Schwimmweltmeisterschaften 2015 (mit Anzahl der Entscheidungen) | Zeitplan der Schwimmweltmeisterschaften 2015 (mit Anzahl der Entscheidungen) | Zeitplan der Schwimmweltmeisterschaften 2015 (mit Anzahl der Entscheidungen) | Zeitplan der Schwimmweltmeisterschaften 2015 (mit Anzahl der Entscheidungen) | Zeitplan der Schwimmweltmeisterschaften 2015 (mit Anzahl der Entscheidungen) | Zeitplan der Schwimmweltmeisterschaften 2015 (mit Anzahl der Entscheidungen) | Zeitplan der Schwimmweltmeisterschaften 2015 (mit Anzahl der Entscheidungen) | Zeitplan der Schwimmweltmeisterschaften 2015 (mit Anzahl der Entscheidungen) | Zeitplan der Schwimmweltmeisterschaften 2015 (mit Anzahl der Entscheidungen) | Zeitplan der Schwimmweltmeisterschaften 2015 (mit Anzahl der Entscheidungen) | Zeitplan der Schwimmweltmeisterschaften 2015 (mit Anzahl der Entscheidungen) | Zeitplan der Schwimmweltmeisterschaften 2015 (mit Anzahl der Entscheidungen) | Zeitplan der Schwimmweltmeisterschaften 2015 (mit Anzahl der Entscheidungen) |
|                                                                              | Fr                                                                           | Sa                                                                           | So                                                                           | Mo                                                                           | Di                                                                           | Mi                                                                           | Do                                                                           | Fr                                                                           | Sa                                                                           | So                                                                           | Mo                                                                           | Di                                                                           | Mi                                                                           | Do                                                                           | Fr                                                                           | Sa                                                                           | So                                                                           |                                                                              |
| Juli / August                                                                | 24.                                                                          | 25.                                                                          | 26.                                                                          | 27.                                                                          | 28.                                                                          | 29.                                                                          | 30.                                                                          | 31.                                                                          | 1.                                                                           | 2.                                                                           | 3.                                                                           | 4.                                                                           | 5.                                                                           | 6.                                                                           | 7.                                                                           | 8.                                                                           | 9.                                                                           | Gesamt                                                                       |
| ---------------------------------------------------------------------------- | ---------------------------------------------------------------------------- | ---------------------------------------------------------------------------- | ---------------------------------------------------------------------------- | ---------------------------------------------------------------------------- | ---------------------------------------------------------------------------- | ---------------------------------------------------------------------------- | ---------------------------------------------------------------------------- | ---------------------------------------------------------------------------- | ---------------------------------------------------------------------------- | ---------------------------------------------------------------------------- | ---------------------------------------------------------------------------- | ---------------------------------------------------------------------------- | ---------------------------------------------------------------------------- | ---------------------------------------------------------------------------- | ---------------------------------------------------------------------------- | ---------------------------------------------------------------------------- | ---------------------------------------------------------------------------- | ---------------------------------------------------------------------------- |
| Eröffnung/Abschluss                                                          |                                                                              |                                                                              |                                                                              |                                                                              |                                                                              |                                                                              |                                                                              |                                                                              |                                                                              |                                                                              |                                                                              |                                                                              |                                                                              |                                                                              |                                                                              |                                                                              |                                                                              |                                                                              |
| Freiwasserschwimmen                                                          |                                                                              | 2                                                                            |                                                                              | 1                                                                            | 1                                                                            |                                                                              | 1                                                                            |                                                                              | 2                                                                            |                                                                              |                                                                              |                                                                              |                                                                              |                                                                              |                                                                              |                                                                              |                                                                              | 7                                                                            |
| Schwimmen                                                                    |                                                                              |                                                                              |                                                                              |                                                                              |                                                                              |                                                                              |                                                                              |                                                                              |                                                                              | 4                                                                            | 4                                                                            | 5                                                                            | 5                                                                            | 5                                                                            | 5                                                                            | 6                                                                            | 8                                                                            | 42                                                                           |
| Synchronschwimmen                                                            |                                                                              | 1                                                                            | 2                                                                            | 1                                                                            |                                                                              | 1                                                                            | 2                                                                            | 1                                                                            | 1                                                                            |                                                                              |                                                                              |                                                                              |                                                                              |                                                                              |                                                                              |                                                                              |                                                                              | 9                                                                            |
| Wasserball                                                                   |                                                                              |                                                                              |                                                                              |                                                                              |                                                                              |                                                                              |                                                                              |                                                                              |                                                                              |                                                                              |                                                                              |                                                                              |                                                                              |                                                                              | 1                                                                            | 1                                                                            |                                                                              | 2                                                                            |
| Wasserspringen                                                               |                                                                              | 2                                                                            | 1                                                                            | 2                                                                            | 2                                                                            | 1                                                                            | 1                                                                            | 1                                                                            | 1                                                                            | 2                                                                            |                                                                              | 1                                                                            | 1                                                                            |                                                                              |                                                                              |                                                                              |                                                                              | 15                                                                           |
| Finalentscheidungen                                                          |                                                                              | 5                                                                            | 3                                                                            | 4                                                                            | 3                                                                            | 2                                                                            | 4                                                                            | 2                                                                            | 4                                                                            | 6                                                                            | 4                                                                            | 6                                                                            | 6                                                                            | 5                                                                            | 6                                                                            | 7                                                                            | 8                                                                            | 75                                                                           |

## Aufgestellte Rekorde
Bei diesen Weltmeisterschaften wurden insgesamt 40 nationale und internationale Rekorde aufgestellt, darunter 11 Weltrekorde. Die meisten Rekorde stellte die Schwedin Sarah Sjöström mit vier Einzelrekorden und einem Staffelrekord auf. Je vier Rekorde stellten außerdem der Australier Mitch Larkin, der Brite Adam Peaty und die US-Amerikanerin Katie Ledecky auf.

### Männer

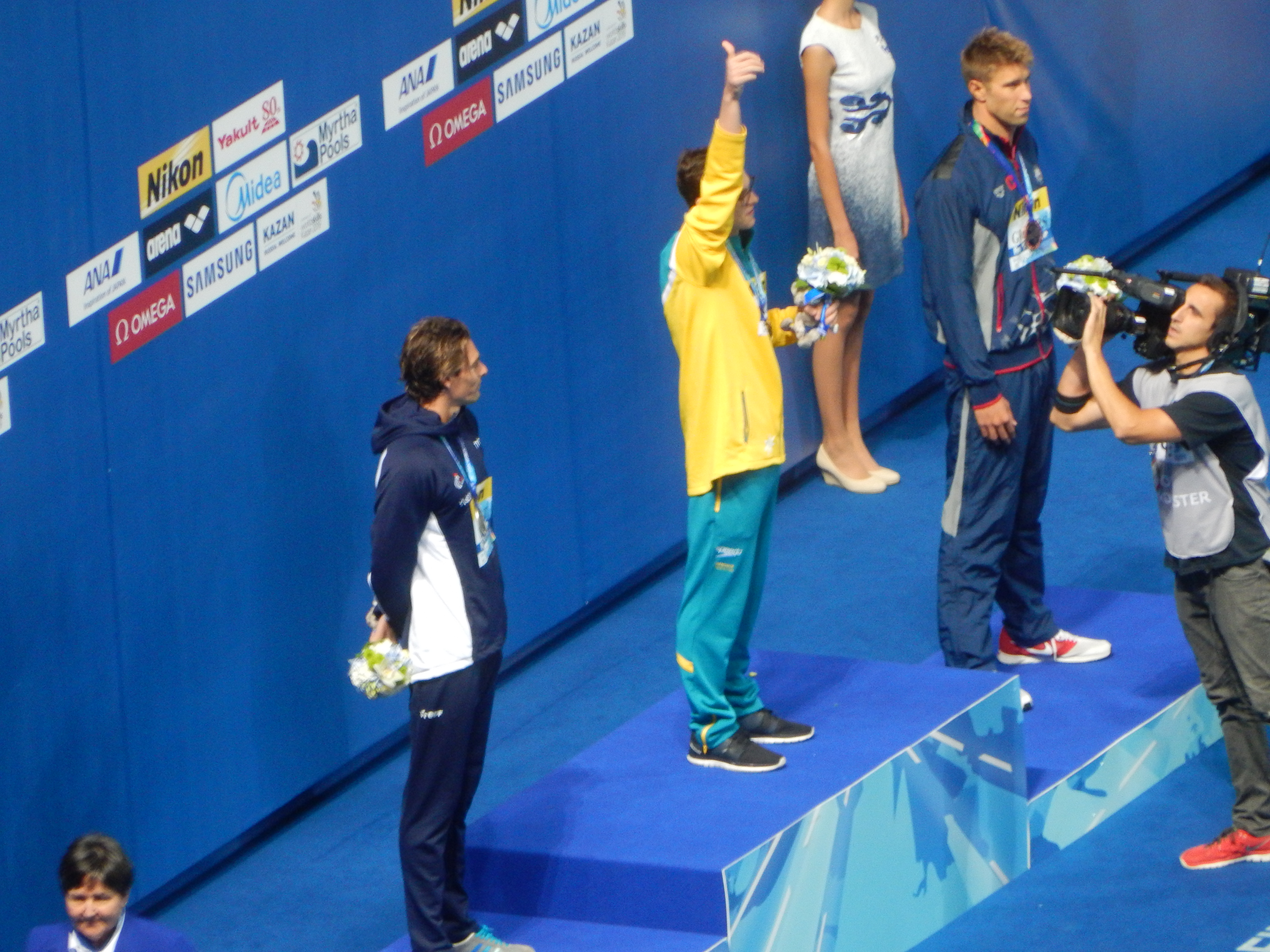
Der Australier Mitch Larkin stellte neue Rekorde über 100 und 200 Meter Rücken auf.

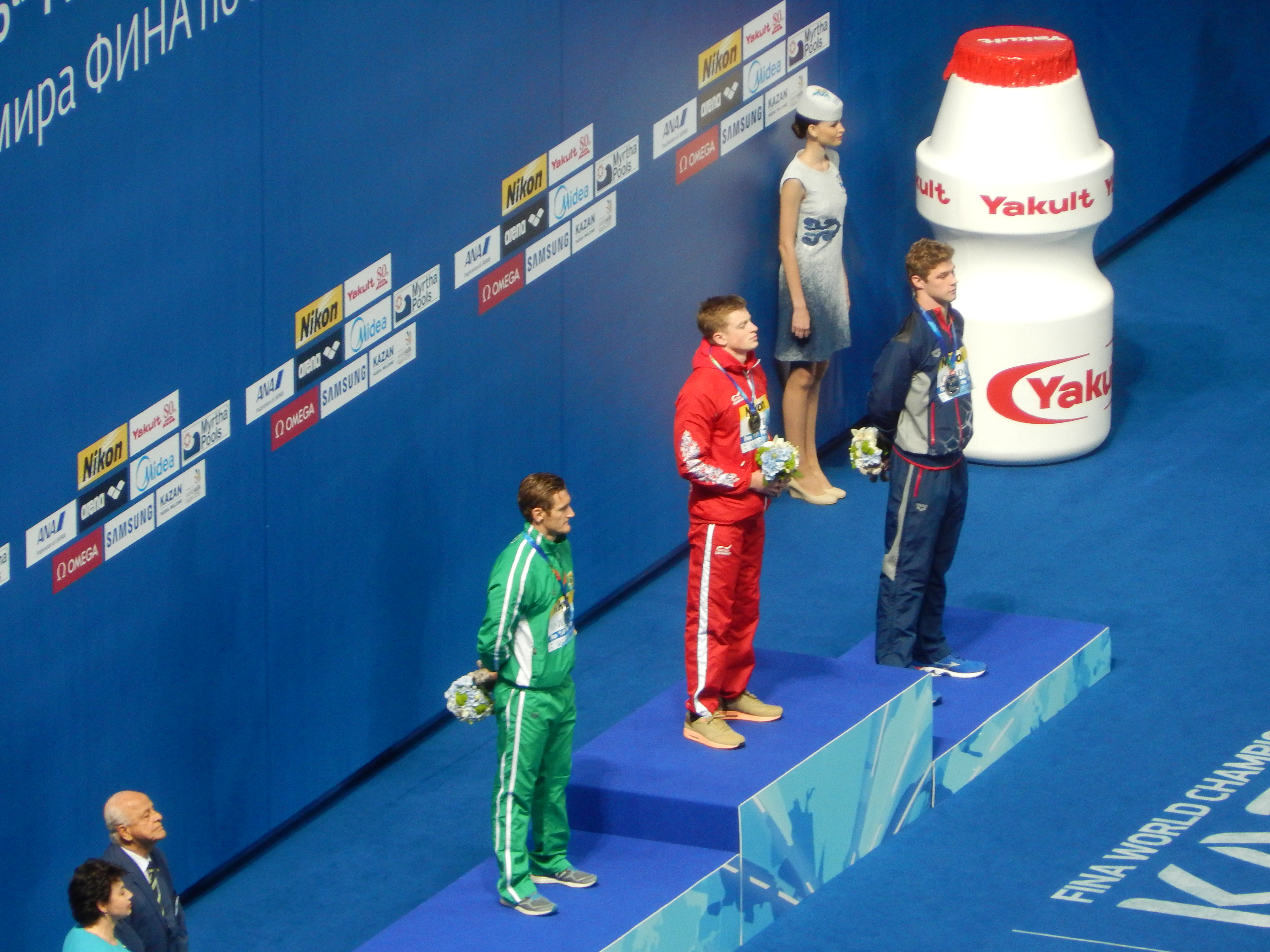
Der Brite Adam Peaty stellte neue Rekorde über 50 und 100 Meter Brust auf.

| Disziplin           | Runde      | Art                                              | Athlet                 | Zeit         |
| ------------------- | ---------- | ------------------------------------------------ | ---------------------- | ------------ |
| 800 m Freistil      | Finale     | Europarekord                                     | Gregorio Paltrinieri   | 7:40,81 min  |
| 1500 m Freistil     | Finale     | Europarekord                                     | Gregorio Paltrinieri   | 14:39,67 min |
| 100 m Rücken        | Vorlauf    | Ozeanienrekord                                   | Mitch Larkin           | 52,50 s      |
| 100 m Rücken        | Halbfinale | Ozeanienrekord                                   | Mitch Larkin           | 52,38 s      |
| 200 m Rücken        | Halbfinale | Ozeanienrekord                                   | Mitch Larkin           | 1:54,29 min  |
| 200 m Rücken        | Finale     | Ozeanienrekord                                   | Mitch Larkin           | 1:53,58 min  |
| 50 m Brust          | Vorlauf    | Weltrekord Weltmeisterschaftsrekord Afrikarekord | Cameron van der Burgh  | 26,62 s      |
| 50 m Brust          | Halbfinale | Amerikarekord                                    | Kevin Cordes           | 26,76 s      |
| 50 m Brust          | Halbfinale | Weltrekord Weltmeisterschaftsrekord Europarekord | Adam Peaty             | 26,42 s      |
| 50 m Brust          | Halbfinale | Asienrekord                                      | Dmitri Balandin        | 27,24 s      |
| 100 m Brust         | Vorlauf    | Weltmeisterschaftsrekord                         | Adam Peaty             | 58,52 s      |
| 100 m Brust         | Halbfinale | Weltmeisterschaftsrekord                         | Adam Peaty             | 58,18 s      |
| 50 m Schmetterling  | Halbfinale | Asienrekord                                      | Joseph Isaac Schooling | 23,27 s      |
| 50 m Schmetterling  | Finale     | Asienrekord                                      | Joseph Isaac Schooling | 23,25 s      |
| 100 m Schmetterling | Finale     | Afrikarekord                                     | Chad le Clos           | 50,56 s      |
| 100 m Schmetterling | Finale     | Asienrekord                                      | Joseph Isaac Schooling | 50,96 s      |

### Frauen

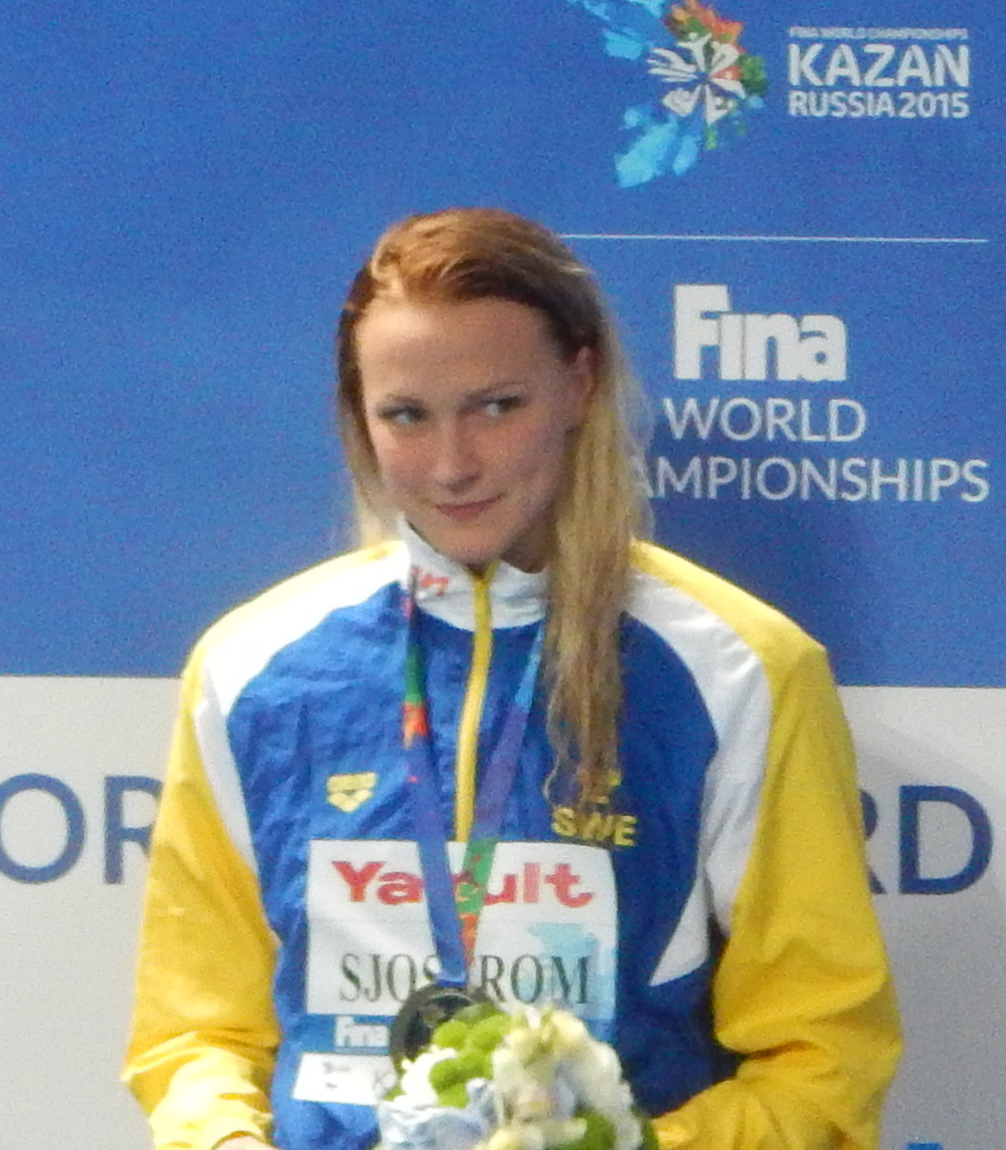
Sarah Sjöström stellte bei den Weltmeisterschaften fünf neue Rekorde auf

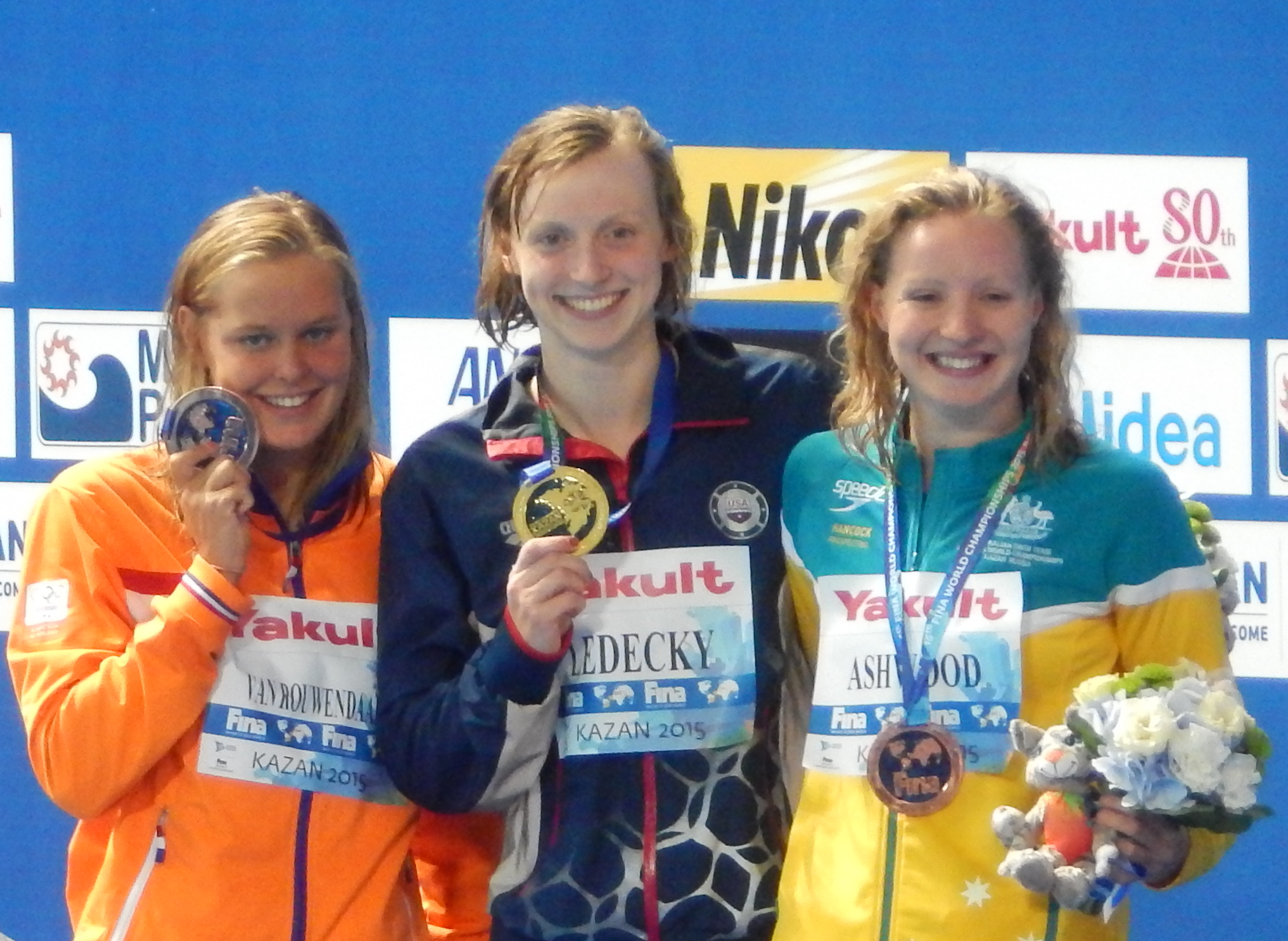
Die US-Amerikanerin Katie Ledecky stellte neue Rekorde über 400, 800, und 1500 Meter Freistil auf

| Disziplin                 | Runde      | Art                                               | Athlet              | Zeit         |
| ------------------------- | ---------- | ------------------------------------------------- | ------------------- | ------------ |
| 400 m Freistil            | Finale     | Weltmeisterschaftsrekord                          | Katie Ledecky       | 3:59,13 min  |
| 400 m Freistil            | Finale     | Ozeanienrekord                                    | Jessica Ashwood     | 4:03,34 min  |
| 800 m Freistil            | Finale     | Weltrekord Weltmeisterschaftsrekord Amerikarekord | Katie Ledecky       | 8:07,39 min  |
| 800 m Freistil            | Finale     | Ozeanienrekord                                    | Lauren Boyle        | 8:17,65 min  |
| 1500 m Freistil           | Vorlauf    | Weltrekord Weltmeisterschaftsrekord Amerikarekord | Katie Ledecky       | 15:27,71 min |
| 1500 m Freistil           | Finale     | Weltrekord Weltmeisterschaftsrekord Amerikarekord | Katie Ledecky       | 15:25,48 min |
| 1500 m Freistil           | Finale     | Ozeanienrekord                                    | Lauren Boyle        | 15:40,14 min |
| 50 m Rücken               | Finale     | Amerikarekord                                     | Etiene Medeiros     | 27,26 s      |
| 200 m Rücken              | Finale     | Ozeanienrekord                                    | Emily Seebohm       | 2:05,81 min  |
| 50 m Schmetterling        | Halbfinale | Weltmeisterschaftsrekord                          | Sarah Sjöström      | 25,06 s      |
| 50 m Schmetterling        | Halbfinale | Afrikarekord                                      | Farida Osman        | 25,88 s      |
| 50 m Schmetterling        | Finale     | Weltmeisterschaftsrekord                          | Sarah Sjöström      | 24,96 s      |
| 50 m Schmetterling        | Finale     | Asienrekord                                       | Lu Ying             | 25,37 s      |
| 50 m Schmetterling        | Finale     | Afrikarekord                                      | Farida Osman        | 25,78 s      |
| 100 m Schmetterling       | Halbfinale | Weltrekord Weltmeisterschaftsrekord Europarekord  | Sarah Sjöström      | 55,74 s      |
| 100 m Schmetterling       | Finale     | Weltrekord Weltmeisterschaftsrekord Europarekord  | Sarah Sjöström      | 55,64 s      |
| 200 m Lagen               | Vorlauf    | Europarekord                                      | Katinka Hosszú      | 2:07,30 min  |
| 200 m Lagen               | Halbfinale | Europarekord                                      | Katinka Hosszú      | 2:06,84 min  |
| 200 m Lagen               | Finale     | Weltrekord Weltmeisterschaftsrekord Europarekord  | Katinka Hosszú      | 2:06,12 min  |
| 4 × 100 m Freistilstaffel | Finale     | Weltmeisterschaftsrekord                          | Staffel Australiens | 3:31,48 min  |
| 4 × 100 m Lagenstaffel    | Finale     | Europarekord                                      | Staffel Schwedens   | 3:55,24 min  |

### Mixed
| Disziplin                 | Runde   | Art                                               | Athlet                  | Zeit        |
| ------------------------- | ------- | ------------------------------------------------- | ----------------------- | ----------- |
| 4 × 100 m Freistilstaffel | Finale  | Weltrekord Weltmeisterschaftsrekord Amerikarekord | Staffel der USA         | 3:23,05 min |
| 4 × 100 m Lagenstaffel    | Vorlauf | Weltrekord Weltmeisterschaftsrekord Amerikarekord | Staffel der USA         | 3:42,33 min |
| 4 × 100 m Lagenstaffel    | Finale  | Weltrekord Weltmeisterschaftsrekord Europarekord  | Staffel Großbritanniens | 3:41,71 min |

## Abkürzungen
| - WR = Weltrekord - CR = Weltmeisterschaftsrekord - ER = Europarekord - AM = Amerikarekord | - OC = Ozeanienrekord - AF = Afrikarekord - AS = Asienrekord |

## Beckenschwimmen

### Männer

#### Freistil

##### 50 m Freistil
| Platz | Land                   | Athlet             | Zeit    |
| ----- | ---------------------- | ------------------ | ------- |
| 1     | Frankreich             | Florent Manaudou   | 21,19 s |
| 2     | Vereinigte Staaten     | Nathan Adrian      | 21,52 s |
| 3     | Brasilien              | Bruno Fratus       | 21,55 s |
| 4     | Russland               | Wladimir Morosow   | 21,56 s |
| 5     | Ukraine                | Andrij Howorow     | 21,86 s |
| 5     | Italien                | Marco Orsi         | 21,86   |
| 7     | Griechenland           | Kristian Gkolomeev | 21,98 s |
| 8     | Vereinigtes Königreich | Benjamin Proud     | 22,04 s |

Finale am 8. August 2015
 Julien Henx belegte mit 22,97 s im Vorlauf Rang 37.

##### 100 m Freistil
| Platz | Land               | Athlet               | Zeit    |
| ----- | ------------------ | -------------------- | ------- |
| 1     | China              | Ning Zetao           | 47,84 s |
| 2     | Australien         | Cameron McEvoy       | 47,95 s |
| 3     | Argentinien        | Federico Grabich     | 48,12 s |
| 4     | Kanada             | Santo Condorelli     | 48,19 s |
| 5     | Brasilien          | Marcelo Chierighini  | 48,27 s |
| 6     | Russland           | Alexander Suchorukow | 48,28 s |
| 7     | Vereinigte Staaten | Nathan Adrian        | 48,31 s |
| 7     | Belgien            | Pieter Timmers       | 48,31 s |

Finale am 6. August 2015
 Alexandre Haldemann belegte mit 50,28 s im Vorlauf Rang 45.
 Julien Henx belegte mit 50,77 s im Vorlauf Rang 52.
 Christian Scherübl belegte mit 51,02 s im Vorlauf Rang 57.
 Paul Biedermann nahm trotz Meldung nicht an den Vorläufen teil.

##### 200 m Freistil
| Platz | Land                   | Athlet                | Zeit        |
| ----- | ---------------------- | --------------------- | ----------- |
| 1     | Vereinigtes Königreich | James Guy             | 1:45,14 min |
| 2     | China                  | Sun Yang              | 1:45,20 min |
| 3     | Deutschland            | Paul Biedermann       | 1:45,38 min |
| 4     | Vereinigte Staaten     | Ryan Lochte           | 1:45,83 min |
| 5     | Niederlande            | Sebastiaan Verschuren | 1:45,91 min |
| 6     | Südafrika              | Chad le Clos          | 1:46,53 min |
| 7     | Russland               | Alexander Krasnych    | 1:46,88 min |
| 8     | Australien             | Cameron McEvoy        | 1:47,26 min |

Finale am 4. August 2015
 Clemens Rapp belegte mit 1:48,20 min im Vorlauf Rang 21.
 Alexandre Haldemann belegte mit 1:48,49 min im Vorlauf Rang 26.
 Felix Auböck belegte mit 1:48,75 min im Vorlauf Rang 29.
 Pit Brandenburger belegte mit 1:52,12 min im Vorlauf Rang 58.

##### 400 m Freistil
| Platz | Land                   | Athlet                | Zeit        |
| ----- | ---------------------- | --------------------- | ----------- |
| 1     | China                  | Sun Yang              | 3:42,58 min |
| 2     | Vereinigtes Königreich | James Guy             | 3:43,75 min |
| 3     | Kanada                 | Ryan Cochrane         | 3:44,59 min |
| 4     | Vereinigte Staaten     | Connor Jaeger         | 3:44,81 min |
| 5     | Ungarn                 | Péter Bernek          | 3:46,29 min |
| 6     | Polen                  | Wojciech Jacek Wojdak | 3:46,81 min |
| 7     | Deutschland            | Clemens Rapp          | 3:48,52 min |
| 8     | Vereinigte Staaten     | Michael McBroom       | 3:51,94 min |

Finale am 2. August 2015
 Florian Vogel belegte mit 3:47,34 min im Vorlauf Rang 9.
 Felix Auböck belegte mit 3:50,04 min im Vorlauf Rang 20.
 David Brandl belegte mit 3:51,83 min im Vorlauf Rang 33.
 Jean-Baptiste Febo belegte mit 3:54,47 min im Vorlauf Rang 44.
 Raphaël Stacchiotti belegte mit 4:01,63 min im Vorlauf Rang 58.

##### 800 m Freistil
| Platz | Land                   | Athlet                | Zeit             |
| ----- | ---------------------- | --------------------- | ---------------- |
| 1     | China                  | Sun Yang              | 7:39,96 min      |
| 2     | Italien                | Gregorio Paltrinieri  | 7:40,81 min (ER) |
| 3     | Australien             | Mack Horton           | 7:44,02 min      |
| 4     | Vereinigte Staaten     | Connor Jaeger         | 7:44,51 min      |
| 5     | Norwegen               | Henrik Christiansen   | 7:45,66 min      |
| 6     | Polen                  | Wojciech Jacek Wojdak | 7:45,90 min      |
| 7     | Vereinigtes Königreich | Stephen Milne         | 7:49,86 min      |
| 8     | Vereinigte Staaten     | Michael McBroom       | 7:55,30 min      |

Finale am 5. August 2015
 Florian Vogel belegte mit 7:53,61 min im Vorlauf Rang 15.
 Sören Meißner belegte mit 7:57,93 min im Vorlauf Rang 22.

##### 1500 m Freistil
| Platz | Land                   | Athlet               | Zeit              |
| ----- | ---------------------- | -------------------- | ----------------- |
| 1     | Italien                | Gregorio Paltrinieri | 14:39,67 min (ER) |
| 2     | Vereinigte Staaten     | Connor Jaeger        | 14:41,20 min      |
| 3     | Kanada                 | Ryan Cochrane        | 14:51,08 min      |
| 4     | Ägypten                | Akram Ahmed          | 14:53,66 min      |
| 5     | Vereinigtes Königreich | Stephen Milne        | 14:58,62 min      |
| 6     | Vereinigte Staaten     | Michael McBroom      | 15:06,81 min      |
| 7     | Ukraine                | Mychajlo Romantschuk | 15:09,77 min      |
| 8     | China                  | Sun Yang             | DNS               |

Finale am 9. August 2015
 Ruwen Straub belegte mit 15:04,80 min im Vorlauf Rang 14.
 Sören Meißner belegte mit 15:30,02 min im Vorlauf Rang 29.
 Felix Auböck belegte mit 15:45,69 min im Vorlauf Rang 37.

#### Rücken

##### 50 m Rücken

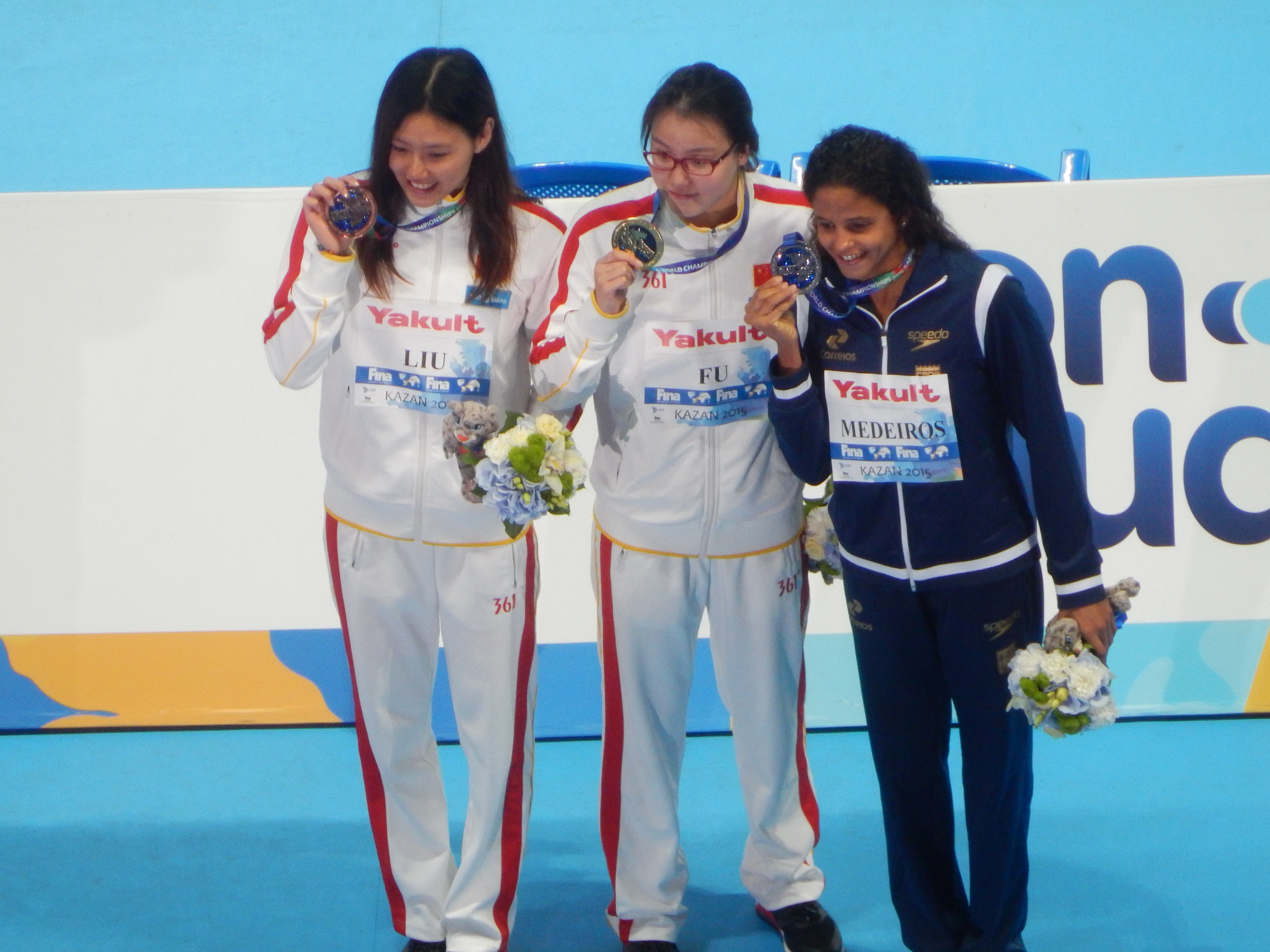
Liu Xiang (links), Fu Yuanhui (Mitte) und Etiene Medeiros (rechts) bei der Siegerehrung

| Platz | Land                   | Athlet           | Zeit    |
| ----- | ---------------------- | ---------------- | ------- |
| 1     | Frankreich             | Camille Lacourt  | 24,23 s |
| 2     | Vereinigte Staaten     | Matt Grevers     | 24,61 s |
| 3     | Australien             | Ben Treffers     | 24,69 s |
| 4     | Australien             | Mitch Larkin     | 24,70 s |
| 5     | Russland               | Wladimir Morosow | 24,73 s |
| 6     | Norwegen               | Lavrans Solli    | 24,84 s |
| 7     | Vereinigtes Königreich | Liam Tancock     | 24,88 s |
| 8     | Vereinigte Staaten     | David Plummer    | 24,95 s |

Finale am 9. August 2015
 Carl Louis Schwarz belegte mit 25,20 s im Halbfinale Rang 15.

##### 100 m Rücken
| Platz | Land                   | Athlet               | Zeit    |
| ----- | ---------------------- | -------------------- | ------- |
| 1     | Australien             | Mitch Larkin         | 52,40 s |
| 2     | Frankreich             | Camille Lacourt      | 52,48 s |
| 3     | Vereinigte Staaten     | Matt Grevers         | 52,66 s |
| 4     | China                  | Xu Jiayu             | 52,89 s |
| 5     | Vereinigtes Königreich | Chris Walker-Hebborn | 53,02 s |
| 6     | Japan                  | Ryōsuke Irie         | 53,10 s |
| 7     | Russland               | Jewgeni Rylow        | 53,23 s |
| 8     | Vereinigtes Königreich | Liam Tancock         | 53,37 s |

Finale am 4. August 2015
 Mitch Larkin stellte im Vorlauf mit einer Zeit von 52,50 s einen neuen Ozeanienrekord auf, welchen er im zweiten Halbfinale mit 52,38 s wieder unterbot.
 Jan-Philip Glania belegte mit 53,78 s im Halbfinale Rang 13.
 Christian Diener belegte mit 54,75 s im Vorlauf Rang 24.
 Lukas Räuftlin belegte mit 56,11 s im Vorlauf Rang 39.

##### 200 m Rücken
| Platz | Land               | Athlet           | Zeit             |
| ----- | ------------------ | ---------------- | ---------------- |
| 1     | Australien         | Mitch Larkin     | 1:53,58 min (OC) |
| 2     | Polen              | Radosław Kawęcki | 1:54,55 min      |
| 3     | Russland           | Jewgeni Rylow    | 1:54,60 min      |
| 4     | Japan              | Ryōsuke Irie     | 1:54,81 min      |
| 5     | Vereinigte Staaten | Ryan Murphy      | 1:55,00 min      |
| 6     | China              | Xu Jiayu         | 1:55,20 min      |
| 7     | Vereinigte Staaten | Tyler Clary      | 1:56,26 min      |
| 8     | China              | Li Guangyuan     | 1:56,79 min      |

Finale am 7. August 2015
 Mitch Larkin stellte im Halbfinale mit einer Zeit von 1:54,29 min einen neuen Ozeanienrekord auf.
 Christian Diener belegte mit 1:57,17 min im Halbfinale Rang 9.
 Lukas Räuftlin belegte mit 2:03,00 min im Vorlauf Rang 29.

#### Brust

##### 50 m Brust
| Platz | Land                   | Athlet                | Zeit    |
| ----- | ---------------------- | --------------------- | ------- |
| 1     | Vereinigtes Königreich | Adam Peaty            | 26,51 s |
| 2     | Südafrika              | Cameron van der Burgh | 26,66 s |
| 3     | Vereinigte Staaten     | Kevin Cordes          | 26,86 s |
| 4     | Brasilien              | Felipe França Silva   | 26,87 s |
| 5     | Slowenien              | Damir Dugonjič        | 27,23 s |
| 5     | Litauen                | Giedrius Titenis      | 27,23 s |
| 7     | Neuseeland             | Glenn Snyders         | 27,36 s |
| 8     | Serbien                | Čaba Silađi           | 27,45 s |

Finale am 5. August 2015
 Cameron van der Burgh stellte im Vorlauf mit einer Zeit von 26,62 s den Weltrekord von Adam Peaty ein.
 Adam Peaty stellte im ersten Halbfinale mit einer Zeit von 26,42 s einen neuen Weltrekord auf.
 Kevin Cordes stellte im ersten Halbfinale mit einer Zeit von 26,76 s einen neuen Amerikarekord auf.
 Dmitri Balandin stellte im zweiten Halbfinale mit einer Zeit von 27,24 s einen neuen Asienrekord auf.
 Hendrik Feldwehr belegte mit 27,31 s im Halbfinale Rang 10.
 Laurent Carnol belegte mit 27,94 s im Vorlauf Rang 22.
 Martin Schweizer belegte mit 28,02 s im Vorlauf Rang 26.

##### 100 m Brust
| Platz | Land                   | Athlet                | Zeit        |
| ----- | ---------------------- | --------------------- | ----------- |
| 1     | Vereinigtes Königreich | Adam Peaty            | 58,52 s     |
| 2     | Südafrika              | Cameron van der Burgh | 58,59 s     |
| 3     | Vereinigtes Königreich | Ross Murdoch          | 59,09 s     |
| 4     | Kasachstan             | Dmitri Balandin       | 59,42 s     |
| 5     | Australien             | Jake Packard          | 59,44 s     |
| 6     | Litauen                | Giedrius Titenis      | 59,56 s     |
| 7     | Russland               | Kirill Prigoda        | 59,84 s     |
| 8     | Deutschland            | Hendrik Feldwehr      | 1:00,16 min |

Finale am 3. August 2015
 Cameron van der Burgh stellte im ersten Halbfinale mit einer Zeit von 58,49 s einen neuen Weltmeisterschaftsrekord auf.
 Adam Peaty unterbot im zweiten Halbfinale mit einer Zeit von 58,18 s den ersten Weltmeisterschaftsrekord.
 Christian vom Lehn belegte mit 59,63 s im Halbfinale Rang 10.
 Laurent Carnol belegte mit 1:00,82 min im Vorlauf Rang 25.
 Yannick Käser belegte mit 1:00,94 min im Vorlauf Rang 26.

##### 200 m Brust
| Platz | Land                   | Athlet          | Zeit        |
| ----- | ---------------------- | --------------- | ----------- |
| 1     | Deutschland            | Marco Koch      | 2:07,76 min |
| 2     | Vereinigte Staaten     | Kevin Cordes    | 2:08,05 min |
| 3     | Ungarn                 | Dániel Gyurta   | 2:08,10 min |
| 4     | Vereinigtes Königreich | Andrew Willis   | 2:08,52 min |
| 5     | Japan                  | Yasuhiro Koseki | 2:09,12 min |
| 6     | Kasachstan             | Dmitri Balandin | 2:09,58 min |
| 7     | Russland               | Anton Tschupkow | 2:09,96 min |
| 8     | China                  | Mao Feilian     | 2:10,02 min |

Finale am 7. August 2015
 Christian vom Lehn belegte mit 2:11,26 min im Halbfinale Rang 16.
 Laurent Carnol und  Yannick Käser belegten mit 2:11,65 min im Vorlauf einen geteilten Rang 18.
 Christoph Meier belegte mit 2:17,07 min im Vorlauf Rang 41.

#### Schmetterling

##### 50 m Schmetterling
| Platz | Land                   | Athlet                 | Zeit         |
| ----- | ---------------------- | ---------------------- | ------------ |
| 1     | Frankreich             | Florent Manaudou       | 22,97 s      |
| 2     | Brasilien              | Nicholas Santos        | 23,09 s      |
| 3     | Ungarn                 | László Cseh            | 23,15 s      |
| 3     | Polen                  | Konrad Czerniak        | 23,15 s      |
| 5     | Ukraine                | Andrij Howorow         | 23,18 s      |
| 6     | Brasilien              | César Cielo            | 23,21 s      |
| 7     | Singapur               | Joseph Isaac Schooling | 23,25 s (AS) |
| 8     | Vereinigtes Königreich | Benjamin Proud         | 23,39 s      |

Finale am 3. August 2015

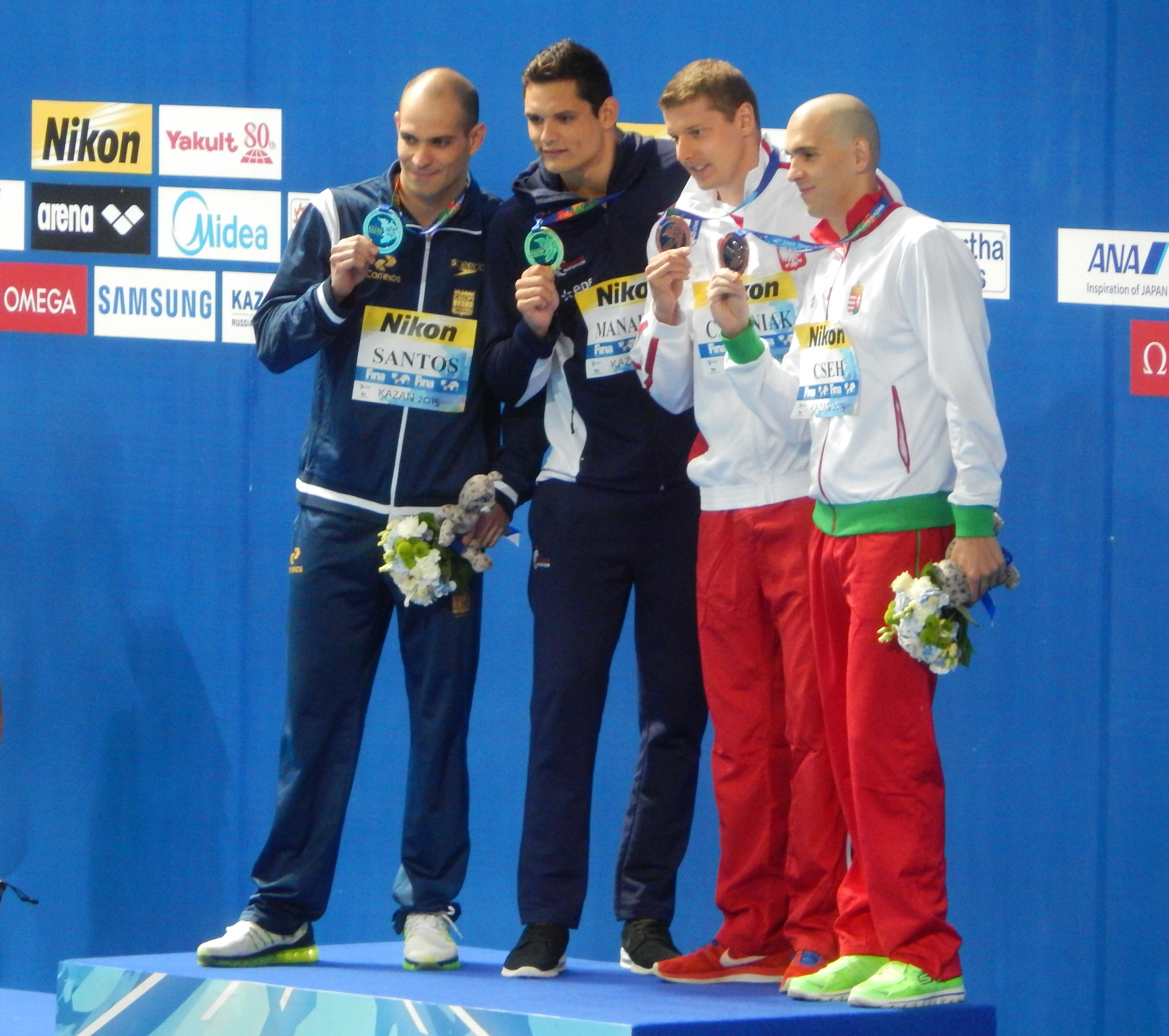
Siegerehrung 50 m Schmetterling der Herren mit 2 Bronzemedaillen

 Joseph Isaac Schooling stellte im Halbfinale mit einer Zeit von 23,27 s einen neuen Asienrekord auf.

##### 100 m Schmetterling
| Platz | Land               | Athlet                 | Zeit         |
| ----- | ------------------ | ---------------------- | ------------ |
| 1     | Südafrika          | Chad le Clos           | 50,56 s (AF) |
| 2     | Ungarn             | László Cseh            | 50,87 s      |
| 3     | Singapur           | Joseph Isaac Schooling | 50,96 s (AS) |
| 4     | Vereinigte Staaten | Tom Shields            | 51,06 s      |
| 5     | Frankreich         | Mehdy Metella          | 51,24 s      |
| 6     | Polen              | Konrad Czerniak        | 51,28 s      |
| 7     | Polen              | Paweł Korzeniowski     | 51,46 s      |
| 8     | China              | Li Zhuhao              | 51,66 s      |

Finale am 8. August 2015
 Steffen Deibler belegte mit 52,07 s im Halbfinale Rang 11.
 Nico van Duijn belegte mit 52,94 s im Vorlauf Rang 29.
 Raphaël Stacchiotti belegte mit 55,96 s im Vorlauf Rang 54.

##### 200 m Schmetterling
| Platz | Land               | Athlet         | Zeit        |
| ----- | ------------------ | -------------- | ----------- |
| 1     | Ungarn             | László Cseh    | 1:53,48 min |
| 2     | Südafrika          | Chad le Clos   | 1:53,68 min |
| 3     | Polen              | Jan Świtkowski | 1:54,10 min |
| 4     | Japan              | Masato Sakai   | 1:54,24 min |
| 5     | Dänemark           | Viktor Bromer  | 1:54,66 min |
| 6     | Japan              | Daiya Seto     | 1:55,16 min |
| 7     | Belgien            | Louis Croenen  | 1:55,39 min |
| 8     | Vereinigte Staaten | Tom Shields    | 1:56,17 min |

Finale am 5. August 2015
 Nils Liess belegte mit 1:58,76 min im Vorlauf Rang 24.
 Alexander Kunert belegte mit 1:57,29 min im Halbfinale Rang 14.

#### Lagen

##### 200 m Lagen
| Platz | Land                   | Athlet             | Zeit        |
| ----- | ---------------------- | ------------------ | ----------- |
| 1     | Vereinigte Staaten     | Ryan Lochte        | 1:55,81 min |
| 2     | Brasilien              | Thiago Pereira     | 1:56,65 min |
| 3     | China                  | Wang Shun          | 1:56,81 min |
| 4     | Vereinigtes Königreich | Daniel Wallace     | 1:57,59 min |
| 5     | Vereinigte Staaten     | Conor Dwyer        | 1:57,96 min |
| 6     | Polen                  | Marcin Cieślak     | 1:58,14 min |
| 7     | Brasilien              | Henrique Rodrigues | 1:58,52 min |
| 8     | Schweden               | Simon Sjödin       | 1:59,06 min |

Finale am 6. August 2015
 Jérémy Desplanches belegte mit 1:59,35 min im Vorlauf Rang 12.
 Jakub Maly belegte mit 2:01,68 min im Vorlauf Rang 21.
 Raphaël Stacchiotti belegte mit 2:02,60 min im Vorlauf Rang 23.
 Christoph Meier belegte mit 2:04,01 min im Vorlauf Rang 30.
 Kevin Wedel nahm trotz Meldung nicht an den Vorläufen teil.

##### 400 m Lagen
| Platz | Land                   | Athlet          | Zeit        |
| ----- | ---------------------- | --------------- | ----------- |
| 1     | Japan                  | Daiya Seto      | 4:08,50 min |
| 2     | Ungarn                 | Dávid Verrasztó | 4:09,90 min |
| 3     | Vereinigte Staaten     | Chase Kalisz    | 4:10,05 min |
| 4     | Vereinigte Staaten     | Tyler Clary     | 4:11,71 min |
| 5     | Deutschland            | Jacob Heidtmann | 4:12,08 min |
| 6     | Vereinigtes Königreich | Daniel Wallace  | 4:13,77 min |
| 7     | Vereinigtes Königreich | Roberto Pavoni  | 4:13,81 min |
| 8     | China                  | Yang Zhixian    | 4:16,74 min |

Finale am 9. August 2015
 Kevin Wedel belegte mit 4:17,42 min im Vorlauf Rang 15.
 Jérémy Desplanches belegte mit 4:17,90 min im Vorlauf Rang 16.
 Jakub Maly belegte mit 4:19,20 min im Vorlauf Rang 20.
 Christoph Meier belegte mit 4:23,57 min im Vorlauf Rang 30.
 Raphaël Stacchiotti nahm trotz Meldung nicht an den Vorläufen teil.

#### Staffel

##### 4 × 100 m Freistil
| Platz | Land       | Athleten                                                               | Zeit        |
| ----- | ---------- | ---------------------------------------------------------------------- | ----------- |
| 1     | Frankreich | Mehdy Metella Florent Manaudou Fabien Gilot Jérémy Stravius            | 3:10,74 min |
| 2     | Russland   | Andrei Gretschin Nikita Lobinzew Wladimir Morosow Alexander Suchorukow | 3:11,19 min |
| 3     | Italien    | Luca Dotto Marco Orsi Michele Santucci Filippo Magnini                 | 3:12,53 min |
| 4     | Brasilien  | Marcelo Chierighini Matheus Santana Bruno Fratus João de Lucca         | 3:13,22 min |
| 5     | Polen      | Paweł Korzeniowski Kacper Majchrzak Jan Hołub Konrad Czerniak          | 3:14,12 min |
| 6     | Japan      | Katsumi Nakamura Shinri Shioura Yuki Kobori Takurō Fujii               | 3:15,04 min |
| 7     | China      | Ning Zetao Yu Hexin Lin Yongqing Xu Qing                               | 3:15,41 min |
| 8     | Kanada     | Santo Condorelli Yuri Kisil Karl Krug Evan van Moerkerke               | 3:15,94 min |

Finale am 2. August 2015
 Die deutsche Staffel mit Maximilian Oswald, Steffen Deibler, Marco di Carli und Paul Biedermann belegte in 3:16,01 min im Vorlauf Rang 11.
 Die Staffel der Schweiz mit Alexandre Haldemann, Nils Liess, Jean-Baptiste Febo und Nico van Duijn belegte in 3:22,61 min im Vorlauf Rang 24.

##### 4 × 200 m Freistil
| Platz | Land                   | Athleten                                                                | Zeit        |
| ----- | ---------------------- | ----------------------------------------------------------------------- | ----------- |
| 1     | Vereinigtes Königreich | Daniel Wallace Robert Renwick Calum Jarvis James Guy                    | 7:04,33 min |
| 2     | Vereinigte Staaten     | Ryan Lochte Conor Dwyer Reed Malone Michael Weiss                       | 7:04,75 min |
| 3     | Australien             | Cameron McEvoy David McKeon Daniel Smith Thomas Fraser-Holmes           | 7:05,34 min |
| 4     | Russland               | Danila Isotow Alexander Krasnych Michail Dowgaljuk Alexander Suchorukow | 7:06,89 min |
| 5     | Deutschland            | Jacob Heidtmann Clemens Rapp Christoph Fildebrandt Paul Biedermann      | 7:09,01 min |
| 6     | Belgien                | Louis Croenen Glenn Surgeloose Dieter Dekoninck Pieter Timmers          | 7:09,64 min |
| 7     | Niederlande            | Dion Dreesens Kyle Stolk Joost Reijns Sebastiaan Verschuren             | 7:09,75 min |
| 8     | Polen                  | Jan Świtkowski Kacper Klich Michael Domagala Kacper Majchrzak           | 7:10,34 min |

Finale am 7. August 2015
 Die Staffel der Schweiz mit Alexandre Haldemann, Nils Liess, Jérémy Desplanches und Jean-Baptiste Febo belegte mit 7:17,99 min im Vorlauf Rang 16.
 Die Staffel Österreichs mit Felix Auböck, David Brandl, Sebastian Steffan und Christian Scherübl belegte mit 7:18,97 min im Vorlauf Rang 17.

##### 4 × 100 m Lagen
| Platz | Land                   | Athleten                                                                 | Zeit        |
| ----- | ---------------------- | ------------------------------------------------------------------------ | ----------- |
| 1     | Vereinigte Staaten     | Ryan Murphy Kevin Cordes Tom Shields Nathan Adrian                       | 3:29,93 min |
| 2     | Australien             | Mitch Larkin Jake Packard Jayden Hadler Cameron McEvoy                   | 3:30,08 min |
| 3     | Frankreich             | Camille Lacourt Giacomo Perez-Dortona Mehdy Metella Fabien Gilot         | 3:30,50 min |
| 4     | Vereinigtes Königreich | Chris Walker-Hebborn Adam Peaty James Guy Benjamin Proud                 | 3:30,67 min |
| 5     | Russland               | Jewgeni Rylow Kirill Prigoda Daniil Pachomow Wladimir Morosow            | 3:30,90 min |
| 6     | Japan                  | Ryōsuke Irie Yasuhiro Koseki Takurō Fujii Shinri Shioura                 | 3:31,10 min |
| 7     | Deutschland            | Jan-Philip Glania Hendrik Feldwehr Steffen Deibler Christoph Fildebrandt | 3:32,16 min |
| 8     | Polen                  | Radosław Kawęcki Marcin Stolarski Paweł Korzeniowski Konrad Czerniak     | 3:34,34 min |

Finale am 9. August 2015
 Die Staffel der Schweiz mit Nils Liess, Yannick Käser, Nico van Duijn und Alexandre Haldemann belegte mit 3:38,94 min im Vorlauf Rang 17.
 Die Staffel Luxemburgs mit Raphaël Stacchiotti, Laurent Carnol, Julien Henx und Pit Brandenburger belegte mit 3:44,22 min im Vorlauf Rang 25.

### Frauen

#### Freistil

##### 50 m Freistil
| Platz | Land                   | Athletin                   | Zeit    |
| ----- | ---------------------- | -------------------------- | ------- |
| 1     | Australien             | Bronte Campbell            | 24,12 s |
| 2     | Niederlande            | Ranomi Kromowidjojo        | 24,22 s |
| 3     | Schweden               | Sarah Sjöström             | 24,31 s |
| 4     | Australien             | Cate Campbell              | 24,36 s |
| 5     | Kanada                 | Chantal van Landeghem      | 24,39 s |
| 6     | Bahamas                | Arianna Vanderpool-Wallace | 24,44 s |
| 7     | Vereinigtes Königreich | Francesca Halsall          | 24,51 s |
| 8     | Vereinigte Staaten     | Simone Manuel              | 24,57 s |

Finale am 9. August 2015
 Dorothea Brandt belegte mit 24,75 s im Halbfinale Rang 10.
 Sasha Touretski belegte mit 25,49 s im Vorlauf Rang 26.
 Julie Meynen belegte mit 25,55 s im Vorlauf Rang 29.
 Birgit Koschischek belegte mit 25,61 s im Vorlauf Rang 32.

##### 100 m Freistil
| Platz | Land               | Athletin            | Zeit    |
| ----- | ------------------ | ------------------- | ------- |
| 1     | Australien         | Bronte Campbell     | 52,52 s |
| 2     | Schweden           | Sarah Sjöström      | 52,70 s |
| 3     | Australien         | Cate Campbell       | 52,82 s |
| 4     | Niederlande        | Ranomi Kromowidjojo | 53,17 s |
| 5     | Niederlande        | Femke Heemskerk     | 53,58 s |
| 6     | Vereinigte Staaten | Simone Manuel       | 53,93 s |
| 7     | Vereinigte Staaten | Missy Franklin      | 54,00 s |
| 8     | China              | Shen Duo            | 54,76 s |

Finale am 7. August 2015
 Julie Meynen belegte mit 55,54 s im Vorlauf Rang 28.
 Annika Bruhn belegte mit 55,75 s im Vorlauf Rang 33.
 Sasha Touretski belegte mit 56,20 s im Vorlauf Rang 37.
 Birgit Koschischek belegte mit 56,40 s im Vorlauf Rang 39.

##### 200 m Freistil
| Platz | Land               | Athletin            | Zeit        |
| ----- | ------------------ | ------------------- | ----------- |
| 1     | Vereinigte Staaten | Katie Ledecky       | 1:55,16 min |
| 2     | Italien            | Federica Pellegrini | 1:55,32 min |
| 3     | Vereinigte Staaten | Missy Franklin      | 1:55,49 min |
| 4     | Russland           | Weronika Popowa     | 1:56,16 min |
| 5     | Ungarn             | Katinka Hosszú      | 1:56,19 min |
| 6     | China              | Shen Duo            | 1:56,27 min |
| 7     | Australien         | Emma McKeon         | 1:56,41 min |
| 8     | Niederlande        | Femke Heemskerk     | 1:56,79 min |

Finale am 5. August 2015
 Lisa Zaiser belegte mit 1:59,97 min im Vorlauf Rang 24.
 Danielle Villars belegte mit 2:01,03 min im Vorlauf Rang 34.
 Julia Hassler belegte mit 2:03,08 min im Vorlauf Rang 43.
 Monique Olivier belegte mit 2:03,23 min im Vorlauf Rang 45.
 Johanna Friedrich nahm trotz Meldung nicht an den Vorläufen teil.

##### 400 m Freistil
| Platz | Land                   | Athletin              | Zeit             |
| ----- | ---------------------- | --------------------- | ---------------- |
| 1     | Vereinigte Staaten     | Katie Ledecky         | 3:59,13 min (CR) |
| 2     | Niederlande            | Sharon van Rouwendaal | 4:03,02 min      |
| 3     | Australien             | Jessica Ashwood       | 4:03,34 min (OC) |
| 4     | Vereinigtes Königreich | Jazmin Carlin         | 4:03,74 min      |
| 5     | Neuseeland             | Lauren Boyle          | 4:04,38 min      |
| 6     | Spanien                | Melanie Costa         | 4:06,50 min      |
| 7     | Italien                | Diletta Carli         | 4:07,30 min      |
| 8     | Ungarn                 | Boglárka Kapás        | 4:08,22 min      |

Finale am 2. August 2015
 Sarah Köhler belegte mit 4:09,21 min im Vorlauf Rang 12.
 Johanna Friedrich belegte mit 4:12,09 min im Vorlauf Rang 19.
 Julia Hassler belegte mit 4:14,51 min im Vorlauf Rang 23.
 Monique Olivier belegte mit 4:15,24 min im Vorlauf Rang 25.
 Martina van Berkel belegte mit 4:15,83 min im Vorlauf Rang 27.
 Claudia Hufnagl belegte mit 4:17,14 min im Vorlauf Rang 29.

##### 800 m Freistil
| Platz | Land                   | Athletin              | Zeit             |
| ----- | ---------------------- | --------------------- | ---------------- |
| 1     | Vereinigte Staaten     | Katie Ledecky         | 8:07,39 min (WR) |
| 2     | Neuseeland             | Lauren Boyle          | 8:17,65 min (OC) |
| 3     | Vereinigtes Königreich | Jazmin Carlin         | 8:18,15 min      |
| 4     | Australien             | Jessica Ashwood       | 8:18,41 min      |
| 5     | Dänemark               | Lotte Friis           | 8:21,36 min      |
| 6     | Ungarn                 | Boglárka Kapás        | 8:22,93 min      |
| 7     | Deutschland            | Sarah Köhler          | 8:23,67 min      |
| 8     | Niederlande            | Sharon van Rouwendaal | 8:24,12 min      |

Finale am 8. August 2015
 Leonie Beck belegte mit 8:28,39 min im Vorlauf Rang 9.
 Julia Hassler belegte mit 8:39,12 min im Vorlauf Rang 18.
 Monique Olivier belegte mit 8:45,37 min im Vorlauf Rang 28.

##### 1500 m Freistil
| Platz | Land               | Athletin              | Zeit              |
| ----- | ------------------ | --------------------- | ----------------- |
| 1     | Vereinigte Staaten | Katie Ledecky         | 15:25,48 min (WR) |
| 2     | Neuseeland         | Lauren Boyle          | 15:40,14 min (OC) |
| 3     | Ungarn             | Boglárka Kapás        | 15:47,09 min      |
| 4     | Dänemark           | Lotte Friis           | 15:49,00 min      |
| 5     | Australien         | Jessica Ashwood       | 15:52,17 min      |
| 6     | Niederlande        | Sharon van Rouwendaal | 16:03,74 min      |
| 7     | Chile              | Kristel Köbrich       | 16:06,55 min      |
| 8     | Italien            | Aurora Ponselè        | 16:09,57 min      |

Finale am 4. August 2015

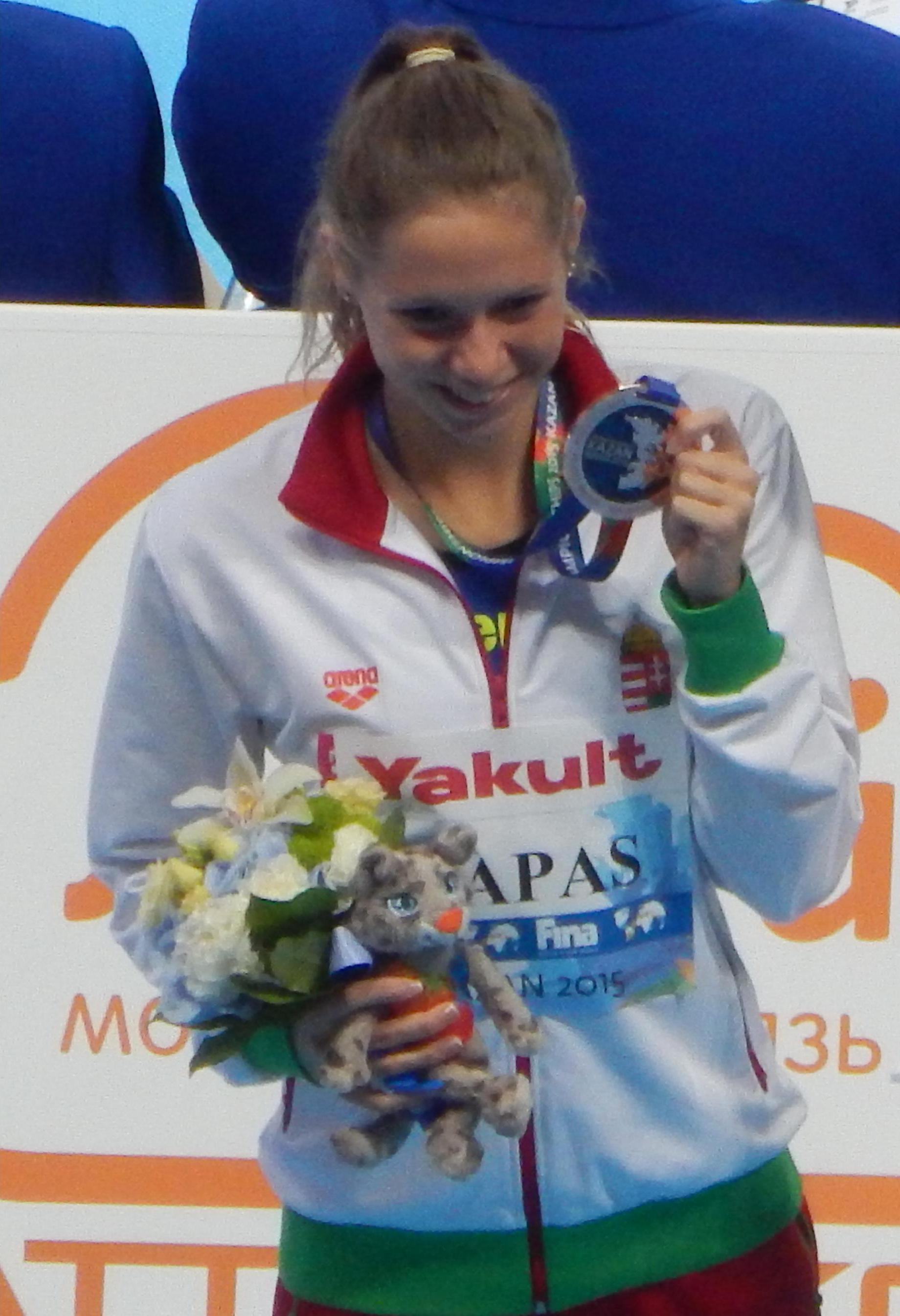
Boglárka Kapás, Dritte über 1500 m Freistil nach der Siegerehrung

 Katie Ledecky verbesserte im Vorlauf ihren eigenen Weltrekord auf 15:27,71 min.
 Leonie Antonia Beck belegte mit 16:13,73 min im Vorlauf Rang 9.
 Isabelle Härle belegte mit 16:25,04 min im Vorlauf Rang 12.
 Julia Hassler belegte mit 16:32,04 min im Vorlauf Rang 16.
 Monique Olivier belegte mit 16:43,21 min im Vorlauf Rang 19.

#### Rücken

##### 50 m Rücken
| Platz | Land                   | Athletin               | Zeit         |
| ----- | ---------------------- | ---------------------- | ------------ |
| 1     | China                  | Fu Yuanhui             | 27,11 s      |
| 2     | Brasilien              | Etiene Medeiros        | 27,26 s (AM) |
| 3     | China                  | Liu Xiang              | 27,58 s      |
| 4     | Australien             | Emily Seebohm          | 27,66 s      |
| 5     | Dänemark               | Mie Østergaard Nielsen | 27,73 s      |
| 6     | Australien             | Madison Wilson         | 27,92 s      |
| 7     | Vereinigtes Königreich | Lauren Quigley         | 27,99 s      |
| 8     | Griechenland           | Theodora Drakou        | 28,17 s      |

Finale am 6. August 2015

##### 100 m Rücken
| Platz | Land                   | Athletin               | Zeit    |
| ----- | ---------------------- | ---------------------- | ------- |
| 1     | Australien             | Emily Seebohm          | 58,26 s |
| 2     | Australien             | Madison Wilson         | 58,75 s |
| 3     | Dänemark               | Mie Østergaard Nielsen | 58,86 s |
| 4     | China                  | Fu Yuanhui             | 59,02 s |
| 5     | Vereinigte Staaten     | Missy Franklin         | 59,40 s |
| 6     | Russland               | Anastassija Fessikowa  | 59,66 s |
| 7     | Vereinigtes Königreich | Lauren Quigley         | 59,78 s |
| 8     | Vereinigte Staaten     | Kathleen Baker         | 59,99 s |

Finale am 4. August 2015
 Lisa Graf belegte mit 1:00,71 min im Vorlauf Rang 19.
 Jenny Mensing belegte mit 1:00,97 min im Vorlauf Rang 21.
 Jördis Steinegger belegte mit 1:02,99 min im Vorlauf Rang 41.

##### 200 m Rücken
| Platz | Land               | Athletin                | Zeit             |
| ----- | ------------------ | ----------------------- | ---------------- |
| 1     | Australien         | Emily Seebohm           | 2:05,81 min (OC) |
| 2     | Vereinigte Staaten | Missy Franklin          | 2:06,34 min      |
| 3     | Ungarn             | Katinka Hosszú          | 2:06,84 min      |
| 4     | Russland           | Darja K. Ustinowa       | 2:07,64 min      |
| 5     | Deutschland        | Jenny Mensing           | 2:08,49 min      |
| 6     | Kanada             | Dominique Bouchard      | 2:08,51 min      |
| 7     | Kanada             | Hilary Caldwell         | 2:08,66 min      |
| 8     | Island             | Eygló Ósk Gústafsdóttir | 2:09,53 min      |

Finale am 8. August 2015
 Lisa Graf belegte mit 2:09,40 min im Halbfinale Rang 9.
 Martina van Berkel belegte mit 2:14,99 min im Vorlauf Rang 29.
 Jördis Steinegger belegte mit 2:15,37 min im Vorlauf Rang 30.

#### Brust

##### 50 m Brust
| Platz | Land               | Athletin                  | Zeit    |
| ----- | ------------------ | ------------------------- | ------- |
| 1     | Schweden           | Jennie Johansson          | 30,05 s |
| 2     | Jamaika            | Alia Atkinson             | 30,11 s |
| 3     | Russland           | Julija Jefimowa           | 30,13 s |
| 4     | Litauen            | Rūta Meilutytė            | 30,14 s |
| 5     | Vereinigte Staaten | Jessica Hardy             | 30,20 s |
| 6     | China              | Suo Ran                   | 30,74 s |
| 7     | Island             | Hrafnhildur Lúthersdóttir | 31,12 s |
| 8     | Ukraine            | Marija Liwer              | 31,14 s |

Finale am 9. August 2015
 Lena Kreundl belegte mit 31,83 s im Vorlauf Rang 29.

##### 100 m Brust
| Platz | Land     | Athletin                  | Zeit        |
| ----- | -------- | ------------------------- | ----------- |
| 1     | Russland | Julija Jefimowa           | 1:05,66 min |
| 2     | Litauen  | Rūta Meilutytė            | 1:06,36 min |
| 3     | Jamaika  | Alia Atkinson             | 1:06,42 min |
| 4     | Japan    | Kanako Watanabe           | 1:06,43 min |
| 5     | China    | Shi Jinglin               | 1:06,55 min |
| 6     | Island   | Hrafnhildur Lúthersdóttir | 1:07,10 min |
| 7     | Schweden | Jennie Johansson          | 1:07,17 min |
| 8     | Italien  | Arianna Castiglioni       | 1:07,60 min |

Finale am 4. August 2015
 Vanessa Grimberg belegte mit 1:08,04 min im Vorlauf Rang 23.

##### 200 m Brust
| Platz | Land               | Athletin              | Zeit        |
| ----- | ------------------ | --------------------- | ----------- |
| 1     | Japan              | Kanako Watanabe       | 2:21,15 min |
| 2     | Vereinigte Staaten | Micah Lawrence        | 2:22,44 min |
| 3     | Spanien            | Jessica Vall          | 2:22,76 min |
| 3     | Dänemark           | Rikke Møller Pedersen | 2:22,76 min |
| 3     | China              | Shi Jinglin           | 2:22,76 min |
| 6     | Japan              | Rie Kaneto            | 2:23,19 min |
| 7     | Russland           | Witalina Simonowa     | 2:23,59 min |
| 8     | Kanada             | Kierra Smith          | 2:23,61 min |

Finale am 7. August 2015
 Vanessa Grimberg belegte mit 2:25,36 min im Halbfinale Rang 14.

#### Schmetterling

##### 50 m Schmetterling
| Platz | Land                   | Athletin                   | Zeit         |
| ----- | ---------------------- | -------------------------- | ------------ |
| 1     | Schweden               | Sarah Sjöström             | 24,96 s (CR) |
| 2     | Dänemark               | Jeanette Ottesen           | 25,34 s      |
| 3     | China                  | Lu Ying                    | 25,37 s (AS) |
| 4     | Niederlande            | Inge Dekker                | 25,64 s      |
| 5     | Ägypten                | Farida Osman               | 25,78 s (AF) |
| 6     | Vereinigtes Königreich | Francesca Halsall          | 25,85 s      |
| 7     | Bahamas                | Arianna Vanderpool-Wallace | 25,93 s      |
| 8     | Polen                  | Anna Dowgiert              | 26,20 s      |

Finale am 8. August 2015
 Sarah Sjöström stellte im Halbfinale mit einer Zeit von 25,06 s einen neuen Weltmeisterschaftsrekord auf.
 Farida Osman stellt im Halbfinale mit einer Zeit von 25,88 s einen neuen Afrikarekord auf.
 Sasha Touretski belegte mit 27,04 s im Vorlauf Rang 33.

##### 100 m Schmetterling
| Platz | Land        | Athletin         | Zeit         |
| ----- | ----------- | ---------------- | ------------ |
| 1     | Schweden    | Sarah Sjöström   | 55,64 s (WR) |
| 2     | Dänemark    | Jeanette Ottesen | 57,05 s      |
| 3     | China       | Lu Ying          | 57,48 s      |
| 4     | Australien  | Emma McKeon      | 57,67 s      |
| 5     | Kanada      | Katerine Savard  | 57,69 s      |
| 6     | China       | Chen Xinyi       | 57,85 s      |
| 7     | Deutschland | Alexandra Wenk   | 57,94 s      |
| 8     | Kanada      | Noemie Thomas    | 58,22 s      |

Finale am 3. August 2015
 Sarah Sjöström stellte im Halbfinale mit einer Zeit von 55,74 s einen neuen Weltrekord auf.
 Danielle Villars belegte mit 59,21 s im Vorlauf Rang 27.

##### 200 m Schmetterling
| Platz | Land               | Athletin          | Zeit        |
| ----- | ------------------ | ----------------- | ----------- |
| 1     | Japan              | Natsumi Hoshi     | 2:05,56 min |
| 2     | Vereinigte Staaten | Cammile Adams     | 2:06,40 min |
| 3     | China              | Zhang Yufei       | 2:06,51 min |
| 4     | Deutschland        | Franziska Hentke  | 2:06,78 min |
| 4     | Australien         | Brianna Throssell | 2:06,78 min |
| 6     | Vereinigte Staaten | Katie McLaughlin  | 2:06,95 min |
| 7     | Ungarn             | Liliána Szilágyi  | 2:07,76 min |
| 8     | China              | Zhou Yilin        | 2:10,20 min |

Finale am 6. August 2015
 Martina van Berkel belegte mit 2:09,88 min im Vorlauf Rang 13.
 Claudia Hufnagl belegte mit 2:15,16 min im Vorlauf Rang 30.

#### Lagen

##### 200 m Lagen
| Platz | Land                   | Athletin               | Zeit             |
| ----- | ---------------------- | ---------------------- | ---------------- |
| 1     | Ungarn                 | Katinka Hosszú         | 2:06,12 min (WR) |
| 2     | Japan                  | Kanako Watanabe        | 2:08,45 min      |
| 3     | Vereinigtes Königreich | Siobhan-Marie O’Connor | 2:08,77 min      |
| 4     | Vereinigte Staaten     | Maya DiRado            | 2:08,99 min      |
| 5     | Vereinigtes Königreich | Hannah Miley           | 2:10,19 min      |
| 6     | Kanada                 | Sydney Pickrem         | 2:10,32 min      |
| 7     | Vereinigte Staaten     | Melanie Margalis       | 2:10,41 min      |
| 8     | China                  | Ye Shiwen              | 2:14,01 min      |

Finale am 3. August 2015
 Katinka Hosszú stellte im Halbfinale mit einer Zeit von 2:06,84 min einen neuen Europarekord auf.
 Lisa Zaiser belegte in 2:13,90 min im Vorlauf Rang 19.
 Theresa Michalak belegte in 2:17,12 min im Vorlauf Rang 30.

##### 400 m Lagen
| Platz | Land                   | Athletin         | Zeit        |
| ----- | ---------------------- | ---------------- | ----------- |
| 1     | Ungarn                 | Katinka Hosszú   | 4:30,39 min |
| 2     | Vereinigte Staaten     | Maya DiRado      | 4:31,71 min |
| 3     | Kanada                 | Emily Overholt   | 4:32,52 min |
| 4     | Vereinigtes Königreich | Hannah Miley     | 4:34,79 min |
| 5     | Tschechien             | Barbora Závadová | 4:36,73 min |
| 6     | Japan                  | Sakiko Shimizu   | 4:37,19 min |
| 7     | Vereinigtes Königreich | Aimee Willmott   | 4:38,75 min |
| 8     | Frankreich             | Lara Grangeon    | 4:40,98 min |

Finale am 9. August 2015
 Franziska Hentke belegte mit 4:43,51 min im Vorlauf Rang 17.
 Jördis Steinegger belegte mit 4:45,20 min im Vorlauf Rang 22.
 Martina van Berkel belegte mit 4:51,79 min im Vorlauf Rang 29.

#### Staffel

##### 4 × 100 m Freistil
| Platz | Land               | Athletinnen                                                                | Zeit             |
| ----- | ------------------ | -------------------------------------------------------------------------- | ---------------- |
| 1     | Australien         | Emily Seebohm Emma McKeon Bronte Campbell Cate Campbell                    | 3:31,48 min (CR) |
| 2     | Niederlande        | Ranomi Kromowidjojo Maud van der Meer Marrit Steenbergen Femke Heemskerk   | 3:33,67 min      |
| 3     | Vereinigte Staaten | Missy Franklin Margo Geer Lia Neal Simone Manuel                           | 3:34,61 min      |
| 4     | Schweden           | Michelle Coleman Louise Hansson Sarah Sjöström Magdalena Kuras             | 3:35,71 min      |
| 5     | Kanada             | Sandrine Mainville Michelle Williams Chantal van Landeghem Katerine Savard | 3:36,44 min      |
| 6     | Italien            | Erika Ferraioli Silvia Di Pietro Laura Letrari Federica Pellegrini         | 3:37,16 min      |
| 7     | China              | Menghui Zhu Tang Yuting Fang Yi Shen Duo                                   | 3:37,61 min      |
| 8     | Frankreich         | Charlotte Bonnet Béryl Gastaldello Cloé Hache Anna Santamans               | 3:38,46 min      |

Finale am 2. August 2015

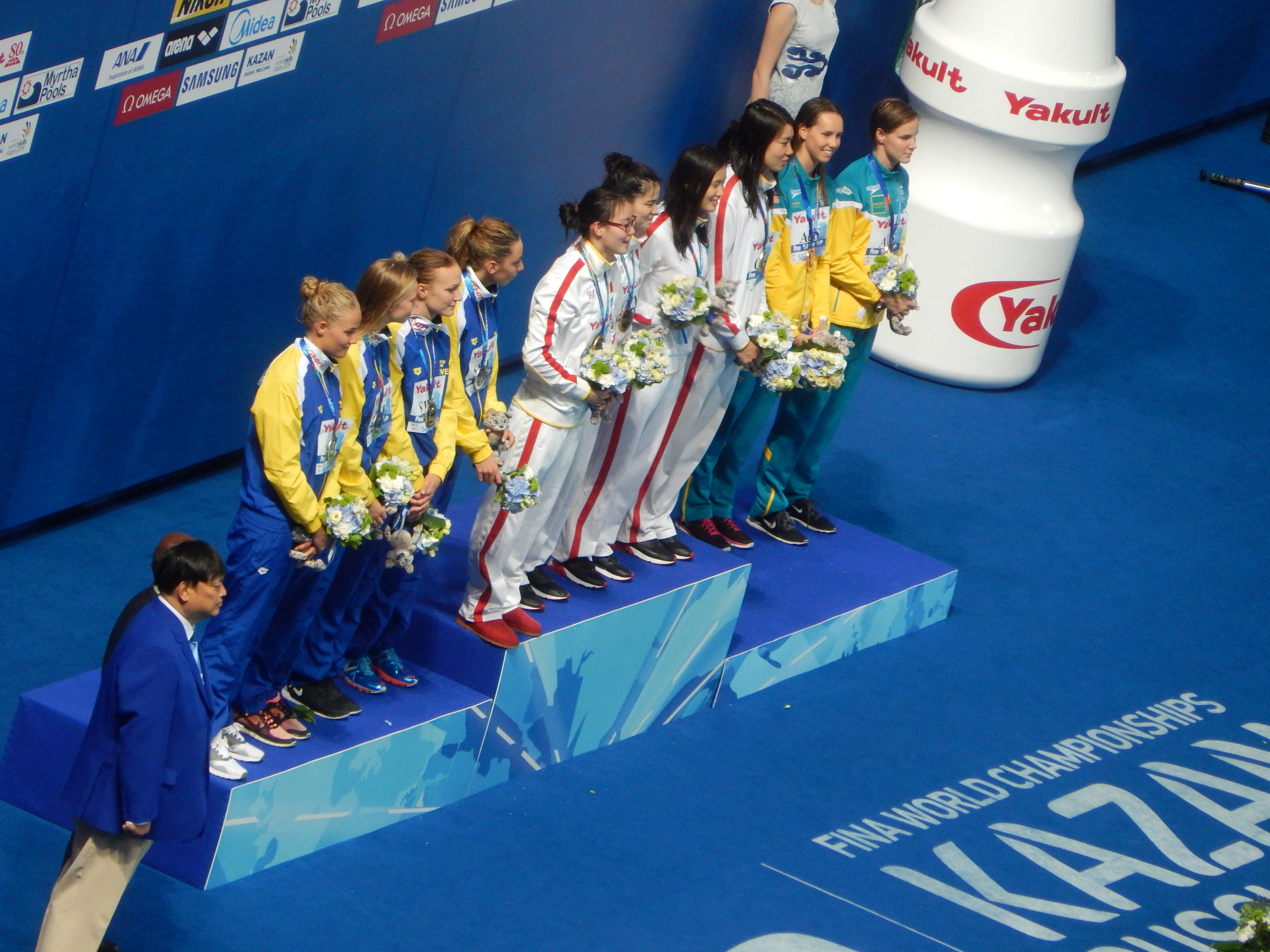
Schweden (links), China (Mitte) und Australien (rechts) bei der Siegerehrung

 Die deutsche Staffel mit Annika Bruhn, Dorothea Brandt, Alexandra Wenk und Marlene Hüther belegte in 3:41,56 min im Vorlauf Rang 13.
 Die Staffel der Schweiz mit Maria Ugolkova, Sasha Touretski, Danielle Villars und Noémi Girardet belegte in 3:43,70 min im Vorlauf Rang 15.
 Die Staffel Österreichs mit Birgit Koschischek, Lisa Zaiser, Lena Kreundl und Jördis Steinegger belegte in 3:44,06 min im Vorlauf Rang 16.

##### 4 × 200 m Freistil
| Platz | Land                   | Athletinnen                                                         | Zeit        |
| ----- | ---------------------- | ------------------------------------------------------------------- | ----------- |
| 1     | Vereinigte Staaten     | Missy Franklin Leah Smith Katie McLaughlin Katie Ledecky            | 7:45,37 min |
| 2     | Italien                | Alice Mizzau Erica Musso Chiara Masini Luccetti Federica Pellegrini | 7:48,41 min |
| 3     | China                  | Qiu Yuhan Guo Junjun Zhang Yufei Shen Duo                           | 7:49,10 min |
| 4     | Schweden               | Sarah Sjöström Louise Hansson Michelle Coleman Ida Marko-Varga      | 7:50,24 min |
| 5     | Vereinigtes Königreich | Siobhan-Marie O’Connor Jazmin Carlin Rebecca Turner Hannah Miley    | 7:50,60 min |
| 6     | Australien             | Bronte Barratt Jessica Ashwood Leah Neale Emma McKeon               | 7:51,02 min |
| 7     | Japan                  | Chihiro Igarashi Rikako Ikee Sachi Mochida Tomomi Aoki              | 7:54,62 min |
| 8     | Frankreich             | Charlotte Bonnet Coralie Balmy Cloé Hache Margaux Fabre             | 7:55,98 min |

Finale am 6. August 2015
 Die deutsche Staffel mit Alexandra Wenk, Annika Bruhn, Marlene Hüther und Johanna Friedrich belegte mit 8:01,48 min im Vorlauf Rang 12.
 Die Staffel Österreichs mit Lisa Zaiser, Claudia Hufnagl, Jördis Steinegger und Lena Kreundl belegte mit 8:05,23 min im Vorlauf Rang 13.
 Die Staffel der Schweiz mit Danielle Villars, Noémi Girardet, Martina van Berkel und Maria Ugolkova belegte mit 8:08,59 min im Vorlauf Rang 15.

##### 4 × 100 m Lagen
| Platz | Land                   | Athletinnen                                                                  | Zeit         |
| ----- | ---------------------- | ---------------------------------------------------------------------------- | ------------ |
| 1     | China                  | Fu Yuanhui Shi Jinglin Lu Ying Shen Duo                                      | 3:54,41 min  |
| 2     | Schweden               | Michelle Coleman Jennie Johansson Sarah Sjöström Louise Hansson              | 3:55,24 (ER) |
| 3     | Australien             | Emily Seebohm Taylor McKeown Emma McKeon Bronte Campbell                     | 3:55,56 min  |
| 4     | Vereinigte Staaten     | Missy Franklin Jessica Hardy Kendyl Stewart Simone Manuel                    | 3:56,76 min  |
| 5     | Dänemark               | Mie Østergaard Nielsen Rikke Møller Pedersen Jeanette Ottesen Pernille Blume | 3:57,61 min  |
| 6     | Vereinigtes Königreich | Lauren Quigley Siobhan-Marie O’Connor Rachel Kelly Francesca Halsall         | 3:57,80 min  |
| 7     | Kanada                 | Dominique Bouchard Rachel Nicol Katerine Savard Sandrine Mainville           | 3:57,96 min  |
| 8     | Japan                  | Sayaka Akase Kanako Watanabe Natsumi Hoshi Miki Uchida                       | DSQ          |

Finale am 9. August 2015
 Die deutsche Staffel mit Lisa Graf, Vanessa Grimberg, Alexandra Wenk und Annika Bruhn belegte mit 4:01,40 min im Vorlauf Rang 11.

### Mixed

#### Staffel

##### 4 × 100 m Freistil
| Platz | Land               | Athlet/-in                                                             | Zeit             |
| ----- | ------------------ | ---------------------------------------------------------------------- | ---------------- |
| 1     | Vereinigte Staaten | Ryan Lochte Nathan Adrian Simone Manuel Missy Franklin                 | 3:23,05 min (WR) |
| 2     | Niederlande        | Sebastiaan Verschuren Joost Reijns Ranomi Kromowidjojo Femke Heemskerk | 3:23,10 min      |
| 3     | Kanada             | Santo Condorelli Yuri Kisil Chantal van Landeghem Sandrine Mainville   | 3:23,59 min      |
| 4     | Russland           | Wladimir Morosow Alexander Suchorukow Weronika Popowa Natalja Lowzowa  | 3:24,21 min      |
| 5     | Italien            | Marco Orsi Filippo Magnini Federica Pellegrini Erika Ferraioli         | 3:25,26 min      |
| 6     | Brasilien          | Matheus Santana Bruno Fratus Larissa Oliveira Daynara de Paula         | 3:25,58 min      |
| 7     | China              | Yu Hexin Lin Yongqing Qiu Yuhan Tang Yuting                            | 3:26,94 min      |
| 8     | Schweden           | Christoffer Carlsen Simon Sjödin Michelle Coleman Louise Hansson       | 3:27,09 min      |

Finale am 8. August 2015
 Die deutsche Staffel mit Christoph Fildebrandt, Marco di Carli, Alexandra Wenk und Marlene Hüther belegte mit 3:28,99 min im Vorlauf Rang 11.
 Die Staffel der Schweiz mit Lukas Räuftlin, Jean-Baptiste Febo, Noémi Girardet und Maria Ugolkova belegte mit 3:34,72 min im Vorlauf Rang 14.
 Die Staffel Luxemburgs mit Julien Henx, Pit Brandenburger, Julie Meynen und Monique Olivier belegte mit 3:35,19 min im Vorlauf Rang 15.

##### 4 × 100 m Lagen
| Platz | Land                   | Athlet/-in                                                               | Zeit             |
| ----- | ---------------------- | ------------------------------------------------------------------------ | ---------------- |
| 1     | Vereinigtes Königreich | Chris Walker-Hebborn Adam Peaty Siobhan-Marie O’Connor Francesca Halsall | 3:41,71 min (WR) |
| 2     | Vereinigte Staaten     | Ryan Murphy Kevin Cordes Katie McLaughlin Margo Geer                     | 3:43,27 min      |
| 3     | Deutschland            | Jan-Philip Glania Hendrik Feldwehr Alexandra Wenk Annika Bruhn           | 3:44,13 min      |
| 4     | China                  | Xu Jiayu Li Xiang Lu Ying Zhu Menghui                                    | 3:44,65 min      |
| 5     | Russland               | Anastassija Fessikowa Julija Jefimowa Daniil Pachomow Wladimir Morosow   | 3:44,83 min      |
| 6     | Italien                | Simone Sabbioni Arianna Castiglioni Piero Codia Silvia Di Pietro         | 3:45,59 min      |
| 7     | Kanada                 | Russell Wood Richard Funk Katerine Savard Sandrine Mainville             | 3:46,23 min      |
| 8     | Ungarn                 | Gábor Balog Dávid Horváth Evelyn Verrasztó Zsuzsanna Jakabos             | 3:50,06 min      |

Finale am 5. August 2015
 Die amerikanische Staffel mit Ryan Murphy, Kevin Cordes, Kendyl Stewart und Lia Neal stellt im Vorlauf mit einer Zeit von 3:42,33 min einen neuen Weltrekord auf.
 Die Staffel der Schweiz mit Nils Liess, Martin Schweizer, Danielle Villars und Megan Connor belegte mit 3:53,56 min im Vorlauf Rang 10.

## Freiwasserschwimmen

### Männer

#### 5 km
| Platz | Land                   | Athlet            | Zeit        |
| ----- | ---------------------- | ----------------- | ----------- |
| 1     | Südafrika              | Chad Ho           | 55:17,6 min |
| 2     | Deutschland            | Rob Muffels       | 55:17,6 min |
| 3     | Italien                | Matteo Furlan     | 55:20,0 min |
| 4     | Russland               | Jewgeni Dratzew   | 55:20,4 min |
| 5     | Deutschland            | Florian Wellbrock | 55:20,6 min |
| 6     | Vereinigte Staaten     | David Heron       | 55:20,7 min |
| 7     | Vereinigtes Königreich | Caleb Hughes      | 55:21,9 min |
| 8     | Italien                | Mario Sanzullo    | 55:22,7 min |

Finale am 25. Juli 2015

#### 10 km
| Platz | Land                   | Athlet               | Zeit        |
| ----- | ---------------------- | -------------------- | ----------- |
| 1     | Vereinigte Staaten     | Jordan Wilimovsky    | 1:49:48,2 h |
| 2     | Niederlande            | Ferry Weertman       | 1:50:00,3 h |
| 3     | Griechenland           | Spyros Gianniotis    | 1:50:00,7 h |
| 4     | Vereinigte Staaten     | Sean Ryan            | 1:50:03,3 h |
| 5     | Vereinigtes Königreich | Jack Burnell         | 1:50:05,8 h |
| 6     | Frankreich             | Marc-Antoine Olivier | 1:50:06,4 h |
| 7     | Italien                | Simone Ruffini       | 1:50:09,1 h |
| 8     | Kanada                 | Richard Weinberger   | 1:50:19,9 h |

Finale am 27. Juli 2015
 Andreas Waschburger belegte in 1:50:41,4 h Rang 16.
 Christian Reichert belegte in 1:50:46,4 h Rang 18.
 Matthias Schweinzer belegte in 1:52:57,5 h Rang 38.

#### 25 km
| Platz | Land               | Athlet            | Zeit        |
| ----- | ------------------ | ----------------- | ----------- |
| 1     | Italien            | Simone Ruffini    | 4:53:10,7 h |
| 2     | Vereinigte Staaten | Alex Meyer        | 4:53:15,1 h |
| 3     | Italien            | Matteo Furlan     | 4:54:38,0 h |
| 4     | Frankreich         | Axel Reymond      | 4:55:55,8 h |
| 5     | Venezuela          | Erwin Maldonado   | 4:56:00,4 h |
| 6     | Australien         | Sam Sheppard      | 4:56:22,9 h |
| 7     | Ecuador            | Santiago Enderica | 4:56:59,4 h |
| 8     | Russland           | Jewgeni Dratzew   | 4:57:11,9 h |

Finale am 1. August 2015

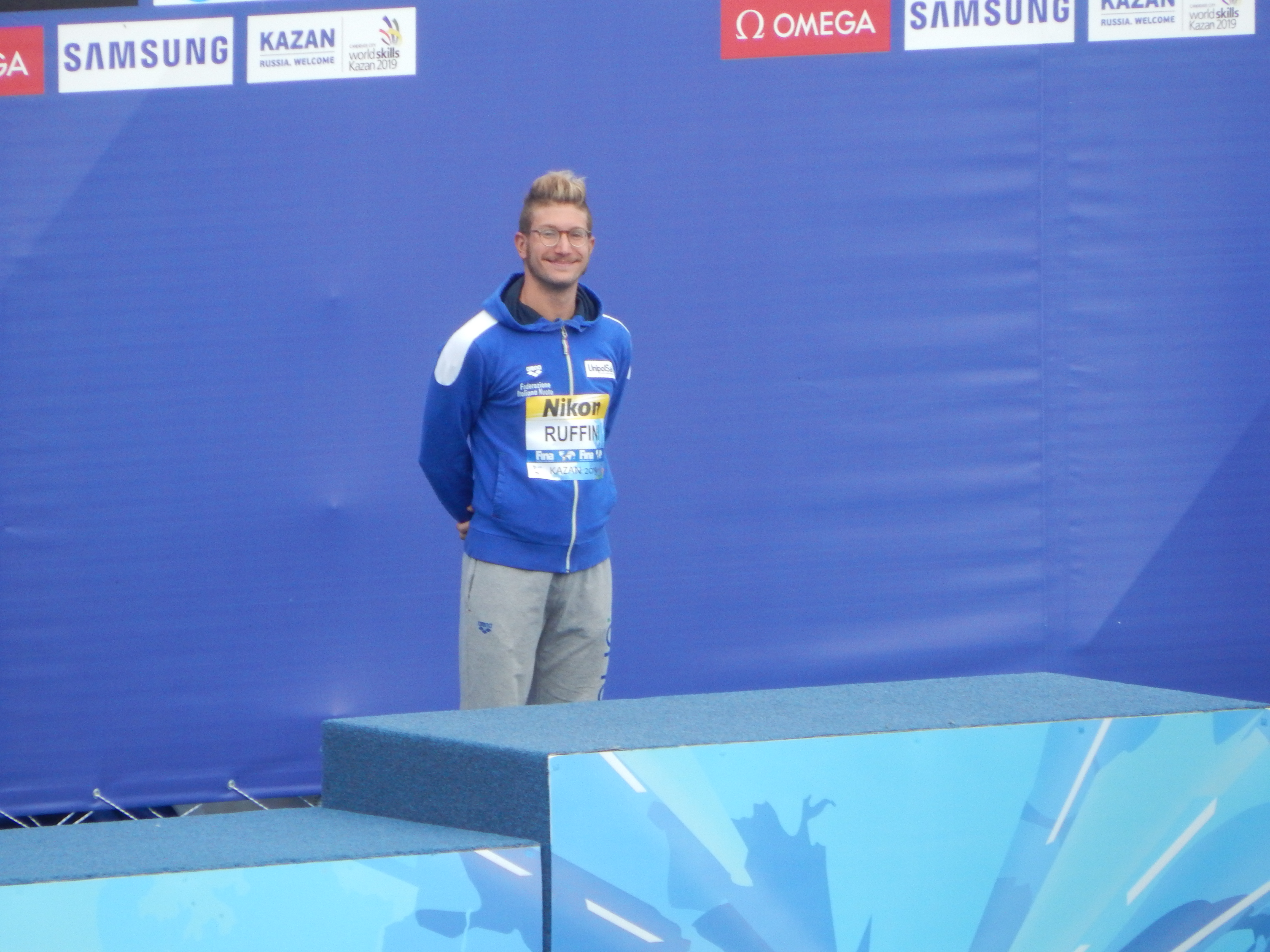
Der Italiener Simone Ruffini gewann Gold über 25 km Freiwasserschwimmen

 Alexander Studzinski belegte in 4:59:11,9 h Rang 9.
 Andreas Waschburger belegte in 5:00:19,2 h Rang 11.

### Frauen

#### 5 km
| Platz | Land               | Athletin              | Zeit        |
| ----- | ------------------ | --------------------- | ----------- |
| 1     | Vereinigte Staaten | Haley Anderson        | 58:48,4 min |
| 2     | Griechenland       | Kalliopi Araouzou     | 58:49,8 min |
| 3     | Deutschland        | Finnia Wunram         | 58:51,0 min |
| 4     | Niederlande        | Sharon van Rouwendaal | 58:55,5 min |
| 5     | Australien         | Jessica Walker        | 59:09,9 min |
| 6     | Vereinigte Staaten | Ashley Twichell       | 59:10,0 min |
| 7     | Australien         | Melissa Gorman        | 59:12,7 min |
| 8     | Russland           | Anastassija Krapiwina | 59:12,7 min |

Finale am 25. Juli 2015

#### 10 km
| Platz | Land         | Athletin              | Zeit        |
| ----- | ------------ | --------------------- | ----------- |
| 1     | Frankreich   | Aurélie Muller        | 1:58:04,3 h |
| 2     | Niederlande  | Sharon van Rouwendaal | 1:58:06,7 h |
| 3     | Brasilien    | Ana Marcela Cunha     | 1:58:26,5 h |
| 4     | Italien      | Rachele Bruni         | 1:58:27,9 h |
| 5     | Russland     | Anastassija Krapiwina | 1:58:28,6 h |
| 6     | Brasilien    | Poliana Okimoto       | 1:58:28,8 h |
| 7     | Deutschland  | Isabelle Härle        | 1:58:30,0 h |
| 8     | Griechenland | Kalliopi Araouzou     | 1:58:30,6 h |

Finale am 28. Juli 2015
 Angela Maurer belegte in 1:59:35,5 h Rang 23.

#### 25 km
| Platz | Land               | Athletin            | Zeit        |
| ----- | ------------------ | ------------------- | ----------- |
| 1     | Brasilien          | Ana Marcela Cunha   | 5:13:47,3 h |
| 2     | Ungarn             | Anna Olasz          | 5:14:13,4 h |
| 3     | Deutschland        | Angela Maurer       | 5:15:07,6 h |
| 4     | Frankreich         | Aurélie Muller      | 5:16:07,5 h |
| 5     | Deutschland        | Finnia Wunram       | 5:19:02,5 h |
| 6     | Spanien            | Margarita Domínguez | 5:19:39,4 h |
| 7     | Italien            | Alice Franco        | 5:19:50,5 h |
| 8     | Vereinigte Staaten | Emily Brunemann     | 5:19:51,2 h |

Finale am 1. August 2015

### Gemischtes Team

#### 5 km
Im Unterschied zu einer Staffel sind hier alle drei Schwimmer eines Teams zusammen geschwommen, vergleichbar mit einem Mannschaftszeitfahren bei Straßenradrennen. Gewertet wurde dann die Zeit des letzten Schwimmers.
| Platz | Land               | Athlet/-in                                            | Zeit        |
| ----- | ------------------ | ----------------------------------------------------- | ----------- |
| 1     | Deutschland        | Rob Muffels Christian Reichert Isabelle Härle         | 55:14,4 min |
| 2     | Brasilien          | Allan do Carmo Diogo Villarinho Ana Marcela Cunha     | 55:31,2 min |
| 2     | Niederlande        | Marcel Schouten Ferry Weertman Sharon van Rouwendaal  | 55:31,2 min |
| 4     | Italien            | Federico Vanelli Simone Ercoli Rachele Bruni          | 55:49,4 min |
| 5     | Vereinigte Staaten | Sean Ryan Jordan Wilimovsky Ashley Twichell           | 55:50,6 min |
| 6     | Australien         | Jarrod Poort Simon Huitenga Melissa Gorman            | 56:07,4 min |
| 7     | Ungarn             | Dániel Székelyi Gergely Gyurta Éva Risztov            | 56:08,4 min |
| 8     | Griechenland       | Antonios Fokaidis Spyros Gianniotis Kalliopi Araouzou | 56:18,6 min |

Finale am 30. Juli 2015

## Synchronschwimmen

### Frauen

#### Kombination
| Platz | Land         | Athletinnen | Punkte  |
| ----- | ------------ | --- | ------- |
| 1     | Russland     | Michaela Kalantscha, Swetlana Kolesnitschenko, Lilija Nisamowa, Alexandra Pazkewitsch, Jelena Prokofjewa, Alla Schischkina, Marija Schurotschkina, Anschelika Timanina, Gelena Topilina, Wlada Tschigirjowa | 98,3000 |
| 2     | China        | Gu Xiao, Guo Li, Lu Xiaolu, Liang Xinping, Sun Wenyan, Sun Yijing, Tang Mengni, Xiao Yanning, Yin Chengxin, Zeng Zhen                                                                                       | 96,2000 |
| 3     | Japan        | Aika Hakoyama, Aiko Hayashi, Yukiko Inui, Kei Marumo, Risako Mitsui, Kanami Nakamaki, Mai Nakamura, Kano Omata, Asuka Tasaki, Kurumi Yoshida                                                                | 93,8000 |
| 4     | Ukraine      | Lolita Ananassowa, Olena Hretschychina, Darja Juschko, Oleksandra Kaschuba, Kateryna Resnik, Oleksandra Sabada, Kateryna Sadurska, Anastassija Sawtschuk, Ksenija Sydorenko, Anna Woloschyna                | 93,4000 |
| 5     | Spanien      | Clara Basiana, Alba María Cabello, Clara Camacho, Cecilia Jiménez, Paula Klamburg, Sara Levy, Meritxell Mas, Paula Ramírez, Cristina Salvador, Itziar Sánchez-Guardamino                                    | 92,3667 |
| 6     | Kanada       | Gabriella Brisson, Annabelle Frappier, Claudia Holzner, Rebecca Maule, Marie-Lou Morin, Samantha Nealon, Lisa Sanders, Elizabeth Savard, Jacqueline Simoneau, Karine Thomas                                 | 90,3667 |
| 7     | Italien      | Elisa Bozzo, Beatrice Callegari, Camilla Cattaneo, Linda Cerruti, Francesca Deidda, Costanza Ferro, Manila Flamini, Viola Musso, Mariangela Perrupato, Sara Sgarzi                                          | 89,7333 |
| 8     | Griechenland | Maria Alzigkouzi Kominea, Ifigeneia Dipla, Valentina Farantouri, Giana Gkeorgkieva, Evangelia Koutidi, Sofia Malkogeorgou, Evangelia Papazoglou, Evangelia Platanioti, Anna Taxopoulou, Athanasia Armaou    | 86,6667 |

Finale am 1. August 2015
Das Team aus der  Schweiz belegte mit 81,6000 Punkten in der Qualifikation Platz 13. Das Team bestand aus Aicha El Mehrek, Sophie Giger, Gladys Jaccard, Sascia Kraus, Melanie Nippel, Michelle Nydegger, Joelle Peschl, Manuela Rihm, Pauline Rosselet und Flavia Rumasuglia.

#### Solo (technisches Programm)
| Platz | Land         | Athletin             | Punkte  |
| ----- | ------------ | -------------------- | ------- |
| 1     | Russland     | Swetlana Romaschina  | 95,2680 |
| 2     | Spanien      | Ona Carbonell        | 93,1284 |
| 3     | China        | Sun Wenyan           | 91,5479 |
| 4     | Ukraine      | Anna Woloschyna      | 90,8912 |
| 5     | Japan        | Yukiko Inui          | 90,7603 |
| 6     | Kanada       | Jacqueline Simoneau  | 89,0237 |
| 7     | Italien      | Linda Cerruti        | 86,2559 |
| 8     | Griechenland | Evangelia Platanioti | 85,3727 |

Finale am 25. Juli 2015
 Nadine Brandl belegte mit 79,4713 Punkten in der Qualifikation Rang 14.
 Sascia Kraus belegte mit 78,5041 Punkten in der Qualifikation Rang 15.
 Marlene Bojer belegte mit 76,2452 Punkten in der Qualifikation Rang 18.

#### Duett (technisches Programm)
| Platz | Land         | Athletinnen                              | Punkte  |
| ----- | ------------ | ---------------------------------------- | ------- |
| 1     | Russland     | Natalja Ischtschenko Swetlana Romaschina | 95,4672 |
| 2     | China        | Huang Xuechen Sun Wenyan                 | 93,3279 |
| 3     | Japan        | Yukiko Inui Risako Mitsui                | 92,0079 |
| 4     | Ukraine      | Lolita Ananassowa Anna Woloschyna        | 91,6770 |
| 5     | Spanien      | Clara Camacho Ona Carbonell              | 90,0157 |
| 6     | Kanada       | Jacqueline Simoneau Karine Thomas        | 89,4176 |
| 7     | Italien      | Linda Cerruti Costanza Ferro             | 87,5775 |
| 8     | Griechenland | Evangelia Koutidi Evangelia Platanioti   | 85,3878 |

Finale am 26. Juli 2015
 Anna-Maria Alexandri und Eirini-Marina Alexandri belegten mit 83,5146 Punkten im Finale Rang 11.
 Sophie Giger und Sascia Kraus belegten mit 80,1645 Punkten in der Qualifikation Rang 17.

#### Team (technisches Programm)
| Platz | Land       | Athletinnen | Punkte  |
| ----- | ---------- | --- | ------- |
| 1     | Russland   | Swetlana Kolesnitschenko, Alexandra Pazkewitsch, Jelena Prokofjewa, Alla Schischkina, Marija Schurotschkina, Anschelika Timanina, Gelena Topilina, Wlada Tschigirjowa | 95,7457 |
| 2     | China      | Gu Xiao, Guo Li, Huang Xuechen, Li Xiaolu, Liang Xinping, Sun Wenyan, Tang Mengni, Zeng Zhen                                                                          | 94,4605 |
| 3     | Japan      | Aika Hakoyama, Yukiko Inui, Kei Marumo, Risako Mitsui, Kanami Nakamaki, Mai Nakamura, Kano Omata, Kurumi Yoshida                                                      | 92,4133 |
| 4     | Ukraine    | Lolita Ananassowa, Olena Hretschychina, Darja Juschko, Olexandra Sabada, Kateryna Sadurska, Anastassija Sawtschuk, Ksenija Sydorenko, Anna Woloschyna                 | 91,7690 |
| 5     | Spanien    | Clara Basiana, Clara Camacho, Cecilia Jiménez, Paula Klamburg, Sara Levy, Meritxell Mas, Paula Ramírez, Cristina Salvador                                             | 90,8720 |
| 6     | Kanada     | Gabriella Brisson, Annabelle Frappier, Claudia Holzner, Marie-Lou Morin, Samantha Nealon, Lisa Sanders, Jacqueline Simoneau, Karine Thomas                            | 88,8885 |
| 7     | Italien    | Elisa Bozzo, Beatrice Callegari, Camilla Cattaneo, Francesca Deidda, Costanza Ferro, Manila Flamini, Mariangela Perrupato, Sara Sgarzi                                | 88,0516 |
| 8     | Frankreich | Marie Annequin, Laura Augé, Morgan Beteille, Margaux Chrétien, Iphinoé Davvetas, Camille Guerre, Chloé Kautzmann, Lauriane Pontat                                     | 85,1794 |

Finale am 27. Juli 2015
Das Team aus der  Schweiz belegte mit 79,5348 Punkten in der Qualifikation Platz 15. Das Team bestand aus Maxence Bellina, Aicha El Mehrek, Sophie Giger, Melanie Nippel, Michelle Nydegger, Joelle Peschl, Maria Piffaretti und Flavia Rumasuglia.

#### Solo (freies Programm)
| Platz | Land       | Athletin             | Punkte  |
| ----- | ---------- | -------------------- | ------- |
| 1     | Russland   | Natalja Ischtschenko | 97,2333 |
| 2     | China      | Huang Xuechen        | 95,7000 |
| 3     | Spanien    | Ona Carbonell        | 94,9000 |
| 4     | Ukraine    | Anna Woloschyna      | 93,1333 |
| 5     | Japan      | Yukiko Inui          | 92,4333 |
| 6     | Kanada     | Jacqueline Simoneau  | 90,2333 |
| 7     | Italien    | Linda Cerruti        | 89,2000 |
| 8     | Frankreich | Margaux Chrétien     | 86,6000 |

Finale am 29. Juli 2015

 Nadine Brandl belegte mit 82,6667 Punkten in der Qualifikation Rang 13.

 Sascia Kraus belegte mit 80,8333 Punkten in der Qualifikation Rang 14.

 Marlene Bojer belegte mit 77,0667 Punkten in der Qualifikation Rang 17.

#### Duett (freies Programm)
| Platz | Land       | Athletinnen                              | Punkte  |
| ----- | ---------- | ---------------------------------------- | ------- |
| 1     | Russland   | Natalja Ischtschenko Swetlana Romaschina | 98,2000 |
| 2     | China      | Huang Xuechen Sun Wenyan                 | 95,9000 |
| 3     | Ukraine    | Lolita Ananassowa Anna Woloschyna        | 93,6000 |
| 4     | Japan      | Yukiko Inui Risako Mitsui                | 93,4333 |
| 5     | Spanien    | Ona Carbonell Paula Klamburg             | 92,2333 |
| 6     | Italien    | Linda Cerruti Costanza Ferro             | 90,9667 |
| 7     | Kanada     | Jacqueline Simoneau Karine Thomas        | 89,3667 |
| 8     | Frankreich | Laura Augé Margaux Chrétien              | 87,3667 |

Finale am 30. Juli 2015
 Anna-Maria Alexandri und Eirini Alexandri belegten mit 83,9000 Punkten in der Qualifikation Rang 13.
 Sophie Giger und Sascia Kraus belegten mit 82,2000 Punkten in der Qualifikation Rang 16.

#### Team (freies Programm)
| Platz | Land     | Athletinnen | Punkte  |
| ----- | -------- | --- | ------- |
| 1     | Russland | Wlada Tschigirjowa, Swetlana Kolesnitschenko, Alexandra Pazkewitsch, Jelena Prokofjewa, Alla Schischkina, Marija Schurotschkina, Anschelika Timanina, Gelena Topilina                     | 98,4667 |
| 2     | China    | Gu Xiao, Guo Li, Li Xiaolu, Liang Xinping, Sun Wenyan, Tang Mengni, Yin Chengxin, Zeng Zhen                                                                                               | 96,1333 |
| 3     | Japan    | Aika Hakoyama, Aiko Hayashi, Yukiko Inui, Kei Marumo, Risako Mitsui, Kanami Nakamaki, Mai Nakamura, Kurumi Yoshida                                                                        | 93,9000 |
| 4     | Ukraine  | Lolita Ananassowa, Olena Hretschychina, Darja Juschko, Olexandra Sabada, Kateryna Sadurska, Anastassija Sawtschuk, Ksenija Sydorenko, Anna Woloschyna                                     | 93,7000 |
| 5     | Spanien  | Clara Basiana, Alba María Cabello, Clara Camacho, Cecilia Jiménez, Paula Klamburg, Sara Levy, Meritxell Mas, Cristina Salvador                                                            | 92,4667 |
| 6     | Italien  | Elisa Bozzo, Beatrice Callegari, Camilla Cattaneo, Francesca Deidda, Manila Flamini, Gemma Galli, Mariangela Perrupato, Sara Sgarzi                                                       | 91,4667 |
| 7     | Kanada   | Gabriella Brisson, Annabelle Frappier, Claudia Holzner, Marie-Lou Morin, Samantha Nealon, Lisa Sanders, Jacqueline Simoneau, Karine Thomas                                                | 90,0000 |
| 8     | Mexiko   | Karem Achach Ramírez, Teresa Alonso García, Karla Arreola Delgadillo, Nuria Diosdado García, Evelyn Guajardo Lozano, Joana Jiménez García, Luisa Rodríguez Rubio, Jessica Sobrino Mizrahi | 87,6333 |

Finale am 31. Juli 2015
Das Team aus der  Schweiz belegte mit 79,6667 Punkten in der Qualifikation Rang 14. Das Team bestand aus Aicha El Mehrek, Gladys Jaccard, Melanie Nippel, Michelle Nydegger, Joelle Peschl, Manuela Rihm, Pauline Rosselet und Flavia Rumasuglia.

### Mixed

#### Mixed Duett (technisches Programm)
| Platz | Land               | Athlet/-in                       | Punkte  |
| ----- | ------------------ | -------------------------------- | ------- |
| 1     | Vereinigte Staaten | Christina Jones Bill May         | 88,5108 |
| 2     | Russland           | Darina Walitowa Alexander Malzew | 88,2986 |
| 3     | Italien            | Manila Flamini Giorgio Minisini  | 86,3640 |
| 4     | Ukraine            | Olexandra Sabada Anton Timofejew | 83,7653 |
| 5     | Japan              | Yumi Adachi Atsushi Abe          | 82,3509 |
| 6     | Türkei             | Yağmur Demircan Gökçe Akgün      | 74,7756 |

Finale am 26. Juli 2015

#### Mixed Duett (freies Programm)
| Platz | Land               | Athlet/-in                            | Punkte  |
| ----- | ------------------ | ------------------------------------- | ------- |
| 1     | Russland           | Darina Walitowa Alexander Malzew      | 91,7333 |
| 2     | Vereinigte Staaten | Kristina Lum-Underwood Bill May       | 91,4667 |
| 3     | Italien            | Mariangela Perrupato Giorgio Minisini | 89,3333 |
| 4     | Frankreich         | Virginie Dedieu Benoît Beaufils       | 88,5333 |
| 5     | Spanien            | Gemma Mengual Pau Ribes               | 86,8000 |
| 6     | Ukraine            | Kateryna Resnik Anton Timofejew       | 85,1333 |
| 7     | Japan              | Atsushi Abe Yumi Adachi               | 84,9000 |
| 8     | Kanada             | Stéphanie Leclair René Robert Prévost | 82,5333 |

Finale am 30. Juli 2015

## Wasserspringen

### Männer

#### 1 m Brett
| Platz | Land               | Athlet           | Punkte |
| ----- | ------------------ | ---------------- | ------ |
| 1     | China              | Xie Siyi         | 485,50 |
| 2     | Ukraine            | Illja Kwascha    | 449,05 |
| 3     | Vereinigte Staaten | Michael Hixon    | 428,30 |
| 4     | Mexiko             | Jahir Ocampo     | 427,35 |
| 5     | Ukraine            | Oleh Kolodij     | 423,50 |
| 6     | Vereinigte Staaten | Kristian Ipsen   | 420,65 |
| 7     | China              | He Chao          | 415,50 |
| 8     | Österreich         | Constantin Blaha | 404,40 |

Finale am 27. Juli 2015

 Oliver Homuth belegte mit 353,00 Punkten im Vorkampf Rang 14.

 Timo Barthel belegte mit 324,35 Punkten im Vorkampf Rang 21.

#### 3 m Brett
| Platz | Land                   | Athlet           | Punkte |
| ----- | ---------------------- | ---------------- | ------ |
| 1     | China                  | He Chao          | 555,05 |
| 2     | Russland               | Ilja Sacharow    | 547,60 |
| 3     | Vereinigtes Königreich | Jack Laugher     | 528,90 |
| 4     | China                  | Cao Yuan         | 523,95 |
| 5     | Russland               | Jewgeni Kusnezow | 516,90 |
| 6     | Mexiko                 | Rommel Pacheco   | 508,15 |
| 7     | Südkorea               | Woo Ha-ram       | 491,50 |
| 8     | Ukraine                | Illja Kwascha    | 469,75 |

Finale am 31. Juli 2015
 Patrick Hausding brach das Finale nach seinem ersten Sprung verletzungsbedingt ab und belegte mit 67,50 Punkten Rang 12.
 Constantin Blaha belegte mit 407,20 Punkten im Halbfinale Rang 17.
 Stephan Feck belegte mit 418,30 Punkten im Vorkampf Rang 19.
 Guillaume Dutoit belegte mit 399,45 Punkten im Vorkampf Rang 25.

#### 10 m Turm
| Platz | Land                   | Athlet            | Punkte |
| ----- | ---------------------- | ----------------- | ------ |
| 1     | China                  | Qiu Bo            | 587,00 |
| 2     | Vereinigte Staaten     | David Boudia      | 560,20 |
| 3     | Vereinigtes Königreich | Tom Daley         | 537,95 |
| 4     | Mexiko                 | Iván García       | 518,95 |
| 5     | Frankreich             | Benjamin Auffret  | 490,25 |
| 6     | Russland               | Wiktor Minibajew  | 486,40 |
| 7     | Russland               | Nikita Schleicher | 482,70 |
| 8     | Australien             | Domonic Bedggood  | 470,40 |

Finale am 2. August 2015
 Sascha Klein belegte mit 445,55 Punkten im Finale Rang 11.
 Martin Wolfram belegte mit 407,90 Punkten im Halbfinale Rang 14.

#### 3 m Synchron
| Platz | Land                   | Athleten                              | Punkte |
| ----- | ---------------------- | ------------------------------------- | ------ |
| 1     | China                  | Cao Yuan Qin Kai                      | 471,45 |
| 2     | Russland               | Jewgeni Kusnezow Ilja Sacharow        | 459,18 |
| 3     | Vereinigtes Königreich | Jack Laugher Christopher Mears        | 445,20 |
| 4     | Ukraine                | Oleksandr Horschkowosow Illja Kwascha | 436,53 |
| 5     | Kanada                 | Philippe Gagné François Imbeau-Dulac  | 408,66 |
| 6     | Deutschland            | Stephan Feck Patrick Hausding         | 406,80 |
| 7     | Vereinigte Staaten     | Sam Dorman Kristian Ipsen             | 405,99 |
| 8     | Mexiko                 | Jahir Ocampo Rommel Pacheco           | 405,21 |

Finale am 28. Juli 2015

#### 10 m Synchron
| Platz | Land               | Athleten                              | Punkte |
| ----- | ------------------ | ------------------------------------- | ------ |
| 1     | China              | Chen Aisen Lin Yue                    | 495,72 |
| 2     | Mexiko             | Iván García Germán Sánchez            | 448,89 |
| 3     | Russland           | Roman Ismailow Wiktor Minibajew       | 441,33 |
| 4     | Ukraine            | Maksym Dolhow Oleksandr Horschkowosow | 436,50 |
| 5     | Vereinigte Staaten | David Boudia Steele Johnson           | 436,35 |
| 6     | Deutschland        | Patrick Hausding Sascha Klein         | 431,34 |
| 7     | Südkorea           | Kim Yeong-nam Woo Ha-ram              | 421,80 |
| 8     | Kolumbien          | Víctor Ortega Juan Ríos Lopera        | 405,03 |

Finale am 26. Juli 2015

#### 27 m Klippensprung

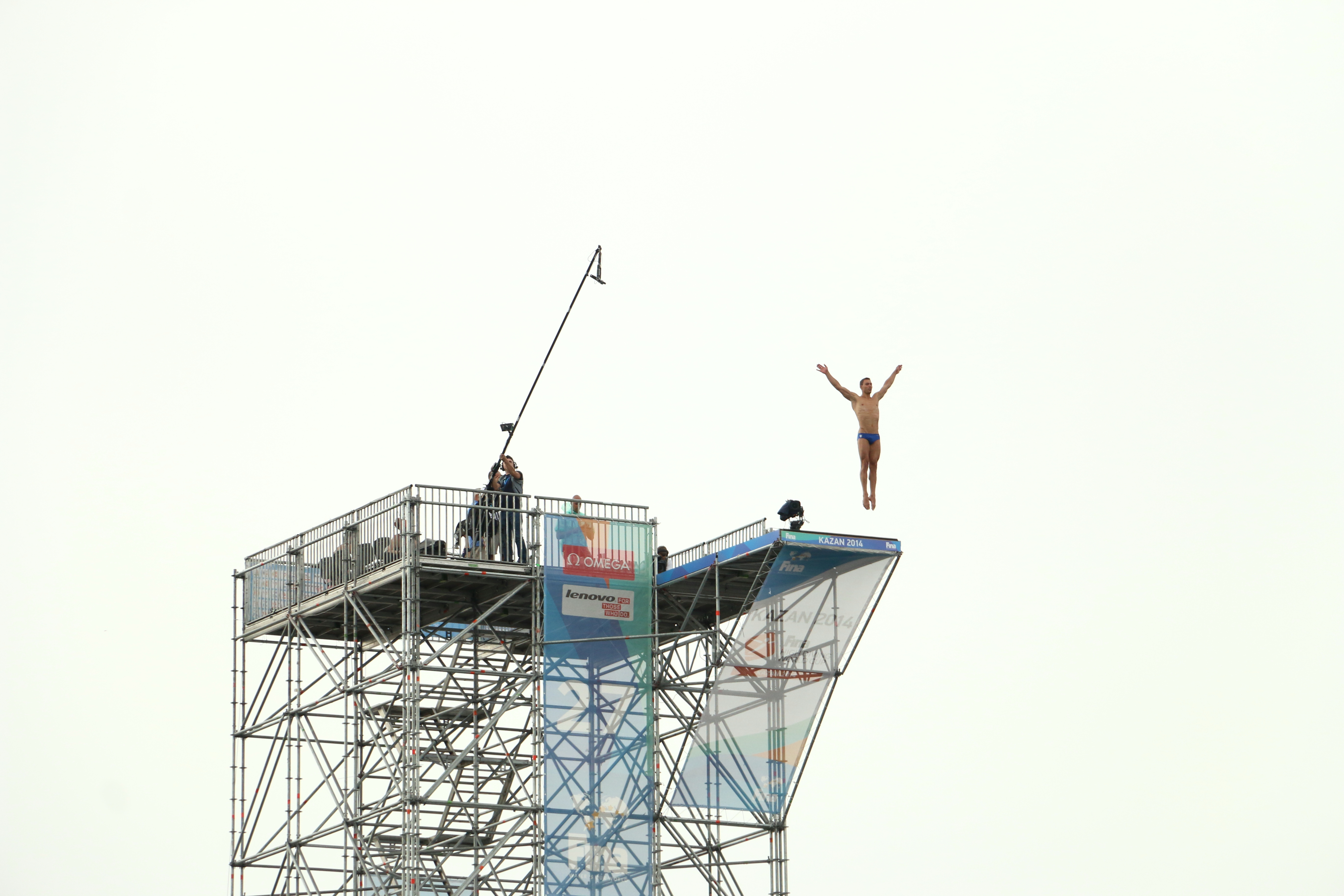
Von dieser Plattform am Ufer der Kasanka sprangen die Athleten aus 27 Meter Höhe in den Fluss

| Platz | Land                   | Athlet                  | Punkte |
| ----- | ---------------------- | ----------------------- | ------ |
| 1     | Vereinigtes Königreich | Gary Hunt               | 629,30 |
| 2     | Mexiko                 | Jonathan Paredes Bernal | 596,45 |
| 3     | Russland               | Artjom Siltschenko      | 593,95 |
| 4     | Vereinigte Staaten     | David Colturi           | 586,70 |
| 5     | Vereinigte Staaten     | Andy Jones              | 579,15 |
| 6     | Kolumbien              | Orlando Duque           | 571,55 |
| 7     | Vereinigte Staaten     | Steve LoBue             | 570,45 |
| 8     | Tschechien             | Michal Navrátil         | 564,35 |

Finale am 5. August 2015

### Frauen

#### 1 m Brett
| Platz | Land        | Athletin           | Punkte |
| ----- | ----------- | ------------------ | ------ |
| 1     | Italien     | Tania Cagnotto     | 310,85 |
| 2     | China       | Shi Tingmao        | 309,20 |
| 3     | China       | He Zi              | 300,30 |
| 4     | Ukraine     | Olena Fedorowa     | 286,95 |
| 5     | Australien  | Esther Qin         | 280,50 |
| 6     | Russland    | Nadeschda Baschina | 273,45 |
| 7     | Deutschland | Nora Subschinski   | 265,25 |
| 8     | Südkorea    | Kim Su-ji          | 258,50 |

Finale am 28. Juli 2015

 Jessica Favre belegte mit 213,65 Punkten im Vorkampf Rang 27.

 Louisa Stawczynski belegte mit 212,95 Punkten im Vorkampf Rang 28.

#### 3 m Brett
| Platz | Land       | Athletin        | Punkte |
| ----- | ---------- | --------------- | ------ |
| 1     | China      | Shi Tingmao     | 383,55 |
| 2     | China      | He Zi           | 377,45 |
| 3     | Italien    | Tania Cagnotto  | 356,15 |
| 4     | Australien | Esther Qin      | 347,20 |
| 5     | Kanada     | Pamela Ware     | 332,40 |
| 6     | Kanada     | Jennifer Abel   | 331,50 |
| 7     | Australien | Maddison Keeney | 326,60 |
| 8     | Malaysia   | Yan Yee Ng      | 311,10 |

Finale am 1. August 2015
 Nora Subschinski belegte mit 280,95 Punkten im Halbfinale Rang 15.
 Jessica Favre belegte mit 264,20 Punkten im Vorkampf Rang 23.
 Tina Punzel belegte mit 249,60 Punkten im Vorkampf Rang 30.

#### 10 m Turm
| Platz | Land                   | Athletin              | Punkte |
| ----- | ---------------------- | --------------------- | ------ |
| 1     | Nordkorea              | Kim Kuk-hyang         | 397,05 |
| 2     | China                  | Ren Qian              | 388,00 |
| 3     | Malaysia               | Pandelela Rinong Pamg | 385,05 |
| 4     | China                  | Si Yajie              | 384,40 |
| 5     | Australien             | Melissa Wu            | 364,20 |
| 6     | Vereinigte Staaten     | Amy Cozad             | 361,95 |
| 7     | Kanada                 | Meaghan Benfeito      | 343,80 |
| 8     | Vereinigtes Königreich | Tonia Couch           | 340,30 |

Finale am 30. Juli 2015
 Maria Kurjo und Elena Wassen belegten mit je 295,00 Punkten im Vorkampf punktgleich Rang 24.

#### 3 m Synchron
| Platz | Land       | Athletinnen                           | Punkte |
| ----- | ---------- | ------------------------------------- | ------ |
| 1     | China      | Shi Tingmao Wu Minxia                 | 351,30 |
| 2     | Kanada     | Jennifer Abel Pamela Ware             | 319,47 |
| 3     | Australien | Samantha Mills Esther Qin             | 304,20 |
| 4     | Ukraine    | Anastassija Nedobiha Wiktorija Kessar | 302,85 |
| 5     | Italien    | Tania Cagnotto Francesca Dallapé      | 302,43 |
| 6     | Russland   | Nadeschda Baschina Kristina Iljinych  | 297,30 |
| 7     | Mexiko     | Arantxa Chávez Melany Hernández       | 296,19 |
| 8     | Malaysia   | Yan Yee Ng Nur Dhabitah Sabri         | 294,66 |

Finale am 25. Juli 2015

 Tina Punzel und Nora Subschinski belegten mit 278,40 Punkten im Finale Rang 11.

#### 10 m Synchron
| Platz | Land                   | Athletinnen                              | Punkte |
| ----- | ---------------------- | ---------------------------------------- | ------ |
| 1     | China                  | Chen Ruolin Liu Huixia                   | 359,52 |
| 2     | Kanada                 | Meaghan Benfeito Roseline Filion         | 339,99 |
| 3     | Nordkorea              | Kim Un-hyang Song Nam-hyang              | 325,26 |
| 4     | Mexiko                 | Paola Espinosa Alejandra Orozco          | 310,77 |
| 5     | Russland               | Jekaterina Petuchowa Julija Timoschinina | 310,68 |
| 6     | Vereinigtes Königreich | Sarah Barrow Tonia Couch                 | 308,40 |
| 7     | Malaysia               | Pandelela Rinong Pamg Mun Yee Leong      | 303,60 |
| 8     | Australien             | Lara Tarvit Melissa Wu                   | 302,22 |

Finale am 27. Juli 2015
 Tina Punzel und Christina Wassen belegten mit 285,00 Punkten im Finale Rang 10.

#### 20 m Klippensprung
| Platz | Land               | Athletin           | Punkte |
| ----- | ------------------ | ------------------ | ------ |
| 1     | Vereinigte Staaten | Rachelle Simpson   | 258,70 |
| 2     | Vereinigte Staaten | Cesilie Carlton    | 237,35 |
| 3     | Belarus            | Jana Neszjarawa    | 233,10 |
| 4     | Mexiko             | Rita Jiménez Trejo | 225,20 |
| 5     | Kanada             | Lysanne Richard    | 216,35 |
| 6     | Vereinigte Staaten | Ginger Huber       | 213,70 |
| 7     | Deutschland        | Anna Bader         | 194,00 |
| 8     | Brasilien          | Jacqueline Valente | 186,60 |

Finale am 4. August 2015

### Mixed

#### Mixed 3 m Synchron
| Platz | Land        | Athlet/-in                          | Punkte |
| ----- | ----------- | ----------------------------------- | ------ |
| 1     | China       | Wang Han Yang Hao                   | 339,90 |
| 2     | Kanada      | Jennifer Abel François Imbeau-Dulac | 317,01 |
| 3     | Italien     | Tania Cagnotto Maicol Verzotto      | 315,30 |
| 4     | Australien  | Maddison Keeney Grant Nel           | 310,02 |
| 5     | Mexiko      | Dolores Hernández Rommel Pacheco    | 308,40 |
| 6     | Russland    | Marija Poljakowa Ilja Moltschanow   | 306,27 |
| 7     | Malaysia    | Yan Yee Ng Muhammed Puteh           | 291,42 |
| 8     | Deutschland | Christina Wassen Timo Barthel       | 287,94 |

Finale am 2. August 2015
 Jessica Favre und Guillaume Dutoit belegten mit 284,34 Punkten Rang 10.

#### Mixed 10 m Synchron
| Platz | Land       | Athlet/-in                            | Punkte |
| ----- | ---------- | ------------------------------------- | ------ |
| 1     | China      | Si Yajie Tai Xiaohu                   | 350,88 |
| 2     | Kanada     | Meaghan Benfeito Vincent Riendeau     | 309,66 |
| 3     | Australien | Melissa Wu Domonic Bedggood           | 308,22 |
| 4     | Nordkorea  | Kim Kuk-hyang Hyon Il-myong           | 305,52 |
| 5     | Russland   | Julija Timoschinina Nikita Schleicher | 304,14 |
| 6     | Italien    | Noemi Bátki Maicol Verzotto           | 299,28 |
| 7     | Frankreich | Laura Marino Benjamin Auffret         | 295,35 |
| 8     | Mexiko     | Paola Espinosa Jahir Ocampo           | 294,24 |

Finale am 25. Juli 2015

 My Phan und Dominik Stein belegten mit 260,46 Punkten im Finale Rang 14.

### Team

#### Team 3 m und 10 m Kombination
| Platz | Land                   | Athlet/-in                                  | Punkte |
| ----- | ---------------------- | ------------------------------------------- | ------ |
| 1     | Vereinigtes Königreich | Rebecca Gallantree Tom Daley                | 434,65 |
| 2     | Ukraine                | Julija Prokoptschuk Oleksandr Horschkowosow | 426,45 |
| 3     | China                  | Chen Ruolin Xie Siyi                        | 425,40 |
| 4     | Russland               | Nadeschda Baschina Wiktor Minibajew         | 418,50 |
| 5     | Frankreich             | Laura Marino Matthieu Rosset                | 417,20 |
| 6     | Mexiko                 | Arantxa Chávez Iván García                  | 399,40 |
| 7     | Vereinigte Staaten     | Jessica Parratto David Boudia               | 395,40 |
| 8     | Italien                | Noemi Bátki Michele Benedetti               | 377,05 |

Finale am 29. Juli 2015

 Tina Punzel und Martin Wolfram belegten mit 348,95 Punkten im Finale Rang 11.

## Wasserball

### Männer
| Platz | Land               | Athleten |
| ----- | ------------------ | --- |
| 1     | Serbien            | Gojko Pijetlović, Dušan Mandić, Živko Gocić, Sava Ranđelović, Miloš Ćuk, Duško Pijetlović, Slobodan Nikić, Milan Aleksić, Nikola Jakšić, Filip Filipović, Andrija Prlainović, Stefan Mitrović, Branislav Mitrović                                                                     |
| 2     | Kroatien           | Josip Pavić, Damir Burić, Antonio Petković, Luka Lončar, Maro Joković, Luka Bukić, Petar Muslim, Andro Bušlje, Sandro Sukno, Fran Paškvalin, Anđelo Šetka, Paulo Obradović, Marko Bijač                                                                                               |
| 3     | Griechenland       | Konstandinos Flengas, Emmanouil Mylonakis, Georgios Dervisis, Konstandinos Genidounias, Ioannis Fountoulis, Kyriakos Pondikeas, Christos Afroudakis, Evangelos Delakas, Konstandinos Mourikis, Christodoulos Kolomvos, Alexandros Gounas, Angelos Vlachopoulos, Stefanos Galanopoulos |
| 4     | Italien            | Stefano Tempesti, Francesco Di Fulvio, Alessandro Velotto, Pietro Figlioli, Alex Giorgetti, Andrea Fondelli, Massimo Giacoppo, Nicholas Presciutti, Niccolò Gitto, Stefano Luongo, Matteo Aicardi, Fabio Baraldi, Marco Del Lungo                                                     |
| 5     | Montenegro         | Dejan Lazović, Draško Brguljan, Vjekoslav Pasković, Uroš Čučković, Darko Brguljan, Aleksandar Radović, Mlađan Janović, Aleksa Ukropina, Aleksandar Ivović, Nikola Murišić, Filip Klikovać, Predrag Jokić, Miloš Šćepanović                                                            |
| 6     | Ungarn             | Viktor Nagy, Miklós Gór-Nagy, Norbert Madaras, Balázs Erdélyi, Márton György Vámos, Norbert Hosnyánszky, Dániel Angyal, Márton Szivós, Dániel Varga, Dénes Varga, Krisztián Bedő, Balázs Hárai, Attila Decker                                                                         |
| 7     | Vereinigte Staaten | Merrill Moses, Nikola Vavic, Alex Obert, Jackson Kimbell, Alex Roelse, Luca Cupido, Josh Samuels, Tony Azevedo, Alex Bowen, Bret Bonanni, Jesse Smith, John Mann, McQuin Baron |
| 8     | Australien         | James Stanton-French, Richard Campbell, George Ford, John Cotterill, Nathan Power, Jarrod Gilchrist, Aidan Roach, Aaron Younger, Joel Swift, Mitchell Emery, Rhys Howden, Tyler Martin, Joel Dennerley                                                                                |

Finale (8. August 2015): Kroatien : Serbien (4:11)
Spiel um Platz 3 (8. August 2015): Griechenland : Italien (7:7, 4:2 n. PSO. 1)
Spiel um Platz 5 (8. August 2015): Montenegro : Ungarn (10:9)
Spiel um Platz 7 (8. August 2015): Australien : Vereinigte Staaten (6:10)

### Frauen
| Platz | Land               | Athletinnen |
| ----- | ------------------ | --- |
| 1     | Vereinigte Staaten | Samantha Hill, Madeline Musselman, Melissa Seidemann, Rachel Fattal, Alys Williams, Margaret Steffens, Courtney Mathewson, Kiley Neushul, Ashley Grossman, Kaleigh Gilchrist, Makenzie Fischer, Kami Craig, Ashleigh Johnson                                                         |
| 2     | Niederlande        | Laura Aarts, Miloushka Smit, Dagmar Genee, Catharina van der Sloot, Amarens Genee, Nomi Stomphorst, Marloes Nijhuis, Vivian Sevenich, Maud Megens, Isabella van Toorn, Lieke Klaassen, Leonie van der Molen, Debby Willemsz                                                          |
| 3     | Italien            | Giulia Gorlero, Chiara Tabani, Arianna Garibotti, Elisa Queirolo, Federica Radicchi, Rosaria Aiello, Tania Di Mario, Roberta Bianconi, Giulia Emmolo, Francesca Pomeri, Laura Barzon, Teresa Frassinetti, Laura Teani                                                                |
| 4     | Australien         | Lea Yanitsas, Gemma Beadsworth, Hannah Buckling, Holly Lincoln-Smith, Keesje Gofers, Bronwen Knox, Rowie Webster, Glencora McGhie, Zoe Arancini, Ash Southern, Bronte Halligan, Nicola Zagame, Kelsey Wakefield                                                                      |
| 5     | China              | Jun Yang, Jianing Tian, Xiaohan Mei, Dunhan Xiong, Guannan Niu, Yating Sun, Donglun Song, Cong Zhang, Zihan Zhao, Weiwei Zhang, Xinyan Wang, Jing Zhang, Lin Peng |
| 6     | Griechenland       | Eleni Kouvdou, Christina Tsoukala, Stefania Charalampidi, Christina Kotsia, Margarita Plevritou, Alkisti Avramidou, Alexandra Asimaki, Antigoni Roubessi, Ioanna Charalampidi, Triandafyllia Manolioudaki, Eleftheria Plevritou, Eleni Xenaki, Chrysoula Diamantopoulou              |
| 7     | Spanien            | Laura Ester, Marta Bach, Anna Espar, Paula Leitón, Matilde Ortiz, Jennifer Pareja, Clara Espar, Pilar Peña, Judith Forca, Roser Tarragó, Maica García, Laura López, Patricia Herrera                                                                                                 |
| 8     | Russland           | Jewgenija Abdrisjakowa, Jewgenija Iwanowa, Nadeschda Jarondaikina, Elwina Karimowa, Anna Karnauch, Jekaterina Lissunowa, Jekaterina Prokofjewa, Anastassija Simanowitsch, Jekaterina Subatschowa, Tatjana Subkowa, Jekaterina Tankejewa, Anna Timofejewa, Anastassija Werchogljadowa |

Finale (7. August 2015): Vereinigte Staaten : Niederlande (5:4)
Spiel um Platz 3 (7. August 2015): Australien : Italien (7:7, 3:5 n. PSO. 1)
Spiel um Platz 5 (7. August 2015): China : Griechenland (9:9, 4:3 n. PSO. 1)
Spiel um Platz 7 (7. August 2015): Spanien : Russland (15:10)

## Fernsehübertragung
In Deutschland wurden die Schwimmweltmeisterschaften im Hauptprogramm des Sportsenders Eurosport übertragen. Auch die ARD und das ZDF berichteten vom sportlichen Geschehen aus Kasan, allerdings beschränkten sich die Übertragungen beider Sender lediglich auf die Becken- und Freiwasserschwimmwettbewerbe.

## Maskottchen
Die beiden offiziellen Maskottchen, die zwei Schneeleoparden Itil und Alsu, repräsentieren Geschicklichkeit, Schnelligkeit und Kraft. Der Name des Männchens Itil ist an den mittelalterlichen Namen der Wolga angelehnt, so wie der Strom bis heute in der kasachischen, tschuwaschischen, tatarischen, baschkirischen, kalmykischen und mongolischen Sprache bezeichnet wird. Alsu, der Name des Weibchens, ist ein allgemeiner tatarischer Mädchenname, bedeutet „rosafarbenes Wasser“ oder bildlich „rosige Wangen“ und ist mit dem Wasser und dessen gesundem Lebensstil verbunden.